# 阪堺電気軌道161形電車
阪堺電気軌道モ161形電車（はんかいでんききどう161がたでんしゃ）は、阪堺電気軌道の路面電車用車両。日本において定期運用される電車としては日本最古であり、定期運用を退いた動態保存車を含めた場合でも日本で5番目、路面電車では2番目に古い車両である。2018年（平成30年）には現役稼働年数が90年となっている。

## 概要

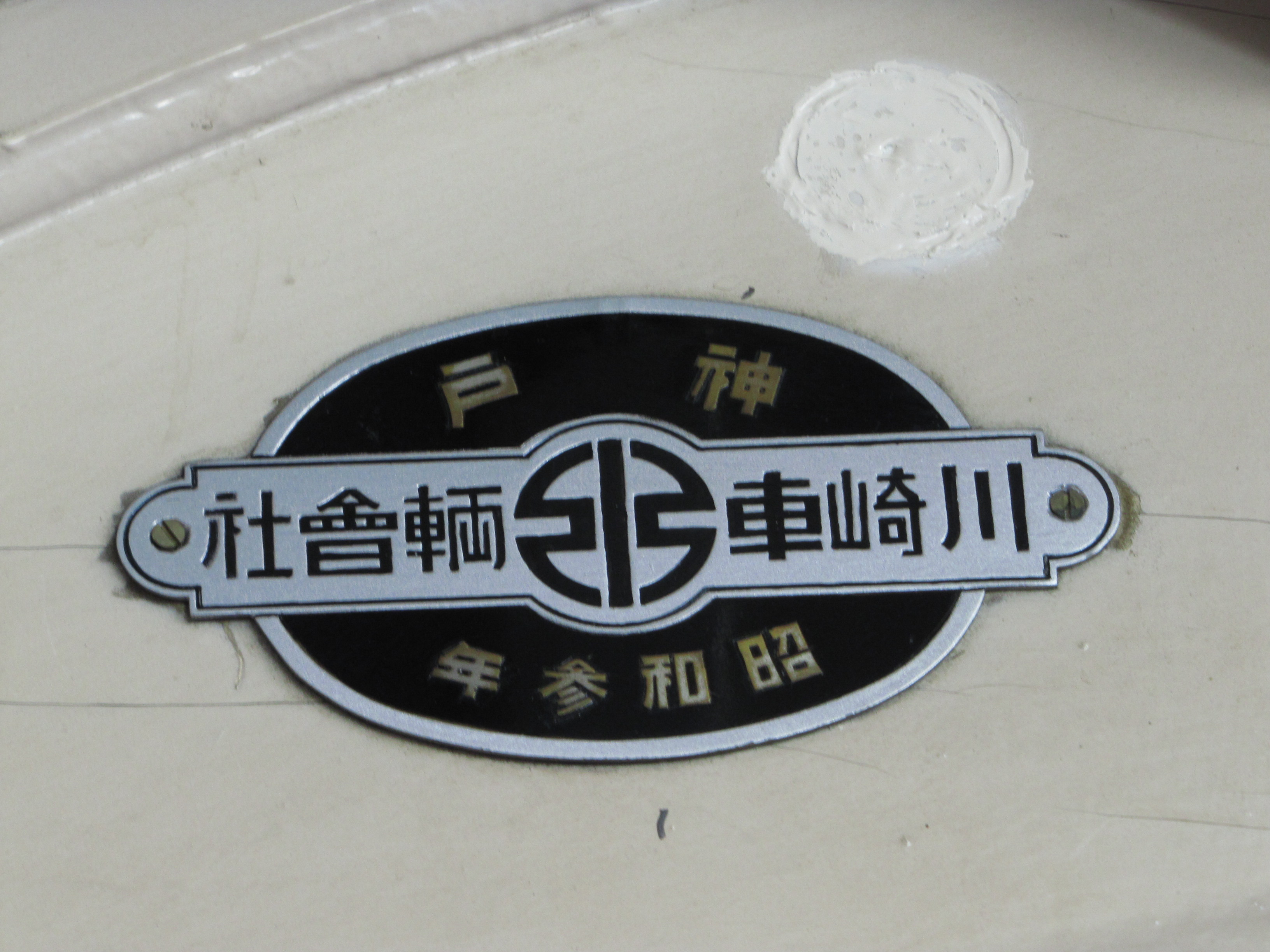
川崎車輌の車内銘板（モ161号）

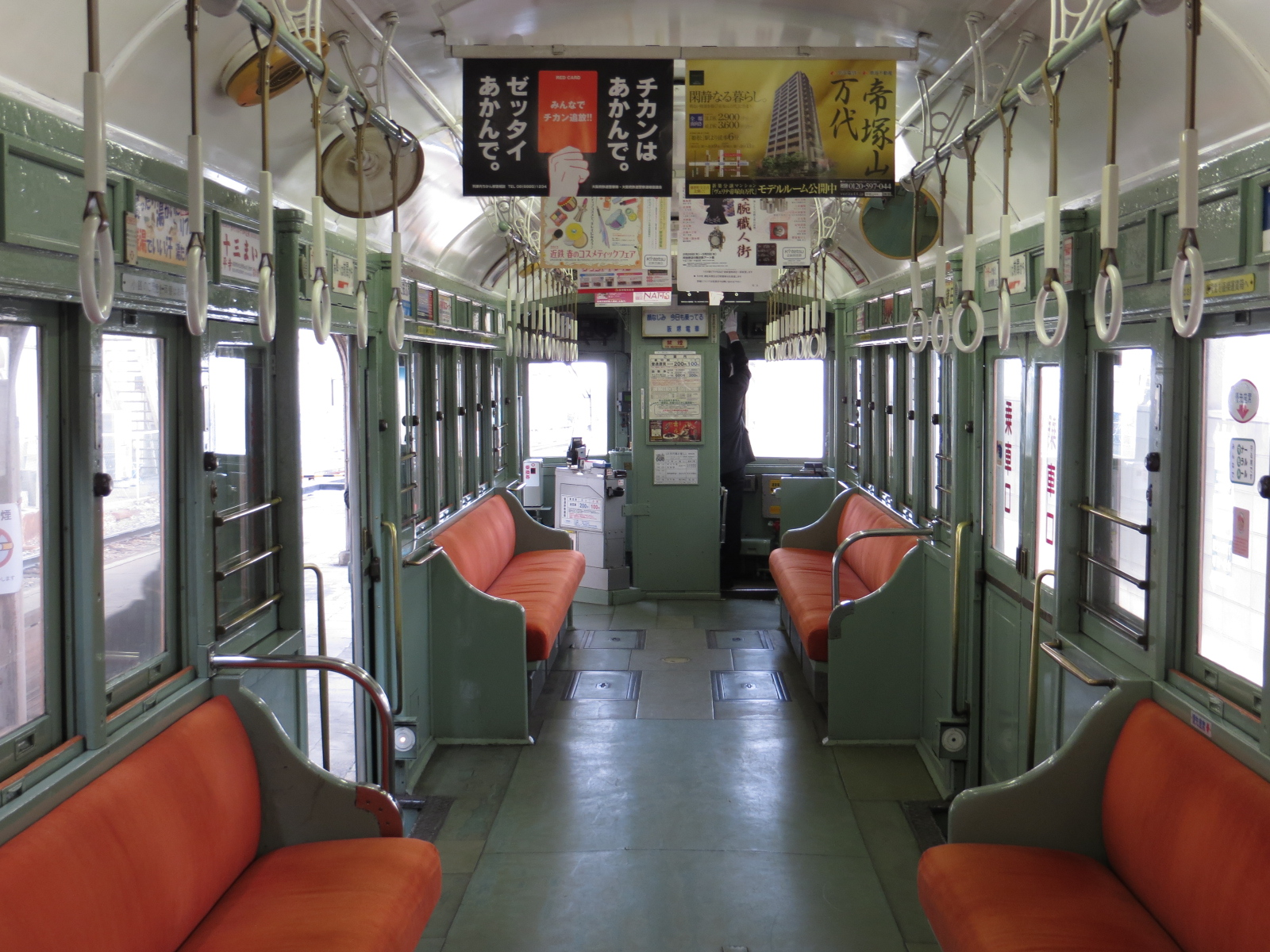
車内（モ162号）

1928年（昭和3年）に南海鉄道が投入した車両である。161 - 170が同年に川崎車輛（現・川崎車両）で、171 - 176が1931年（昭和6年）に田中車両（現：近畿車輛）と大阪鉄工所（現：カナデビア）で製造された。
1927年（昭和2年）に川崎造船所（現：川崎車両）で製造されたモ151形とほとんど同型（ただし、室内の屋根構造等に違いが見られる）の車体をもつ13メートル級（新製時は14メートル超）大型車である。
戦後に173（初代）・164（初代）・176の戦災車を含む3両が制御器を多段式間接制御器 (PM-2A) に変更してモ301形の301・303・304になり、一方、モ151形の155・160が改造されて174（2代）・175（2代）として編入され、あわせて空番が詰められて、計15両になった。
1976年（昭和51年）からモ301形とともにワンマン運転対応改造が施工された。前面に方向幕を設置し、運転台側から向かって右側の扉を閉鎖して2扉車とされた。161 - 168については上町線・阪堺線におけるワンマン運転での使用開始後も車掌乗務でも運行可能な兼用形で改造され、ワンマン化されなかった平野線にも使用された。
運行車両数の削減により、モ301形になった車両や151形より編入した車両および廃車や休車となった163・167・169・171・172・173を除いて営業運転に使用されていたが、安全に関わる重要機器に問題が発生したのと1001形「堺トラム」が導入されたのに伴い、168は2016年に廃車、165・170の2両も2017年に廃車となっており、現在、営業運転可能な車両は161・162号のみとなり164号は2024年3月に、166号は2023年7月に、それぞれ休車となり事実上、現在営業運転をしている車両は2両のみとなった。
| 改番後 | 161 | 162 | 163 | 303 | 165 | 166 | 167 | 168 | 169 | 164 | 171 | 172 | 301 | 170 | 173 | 304 |
| 改番前 | 161 | 162 | 163 | 164 | 165 | 166 | 167 | 168 | 169 | 170 | 171 | 172 | 173 | 174 | 175 | 176 |

## 機器類

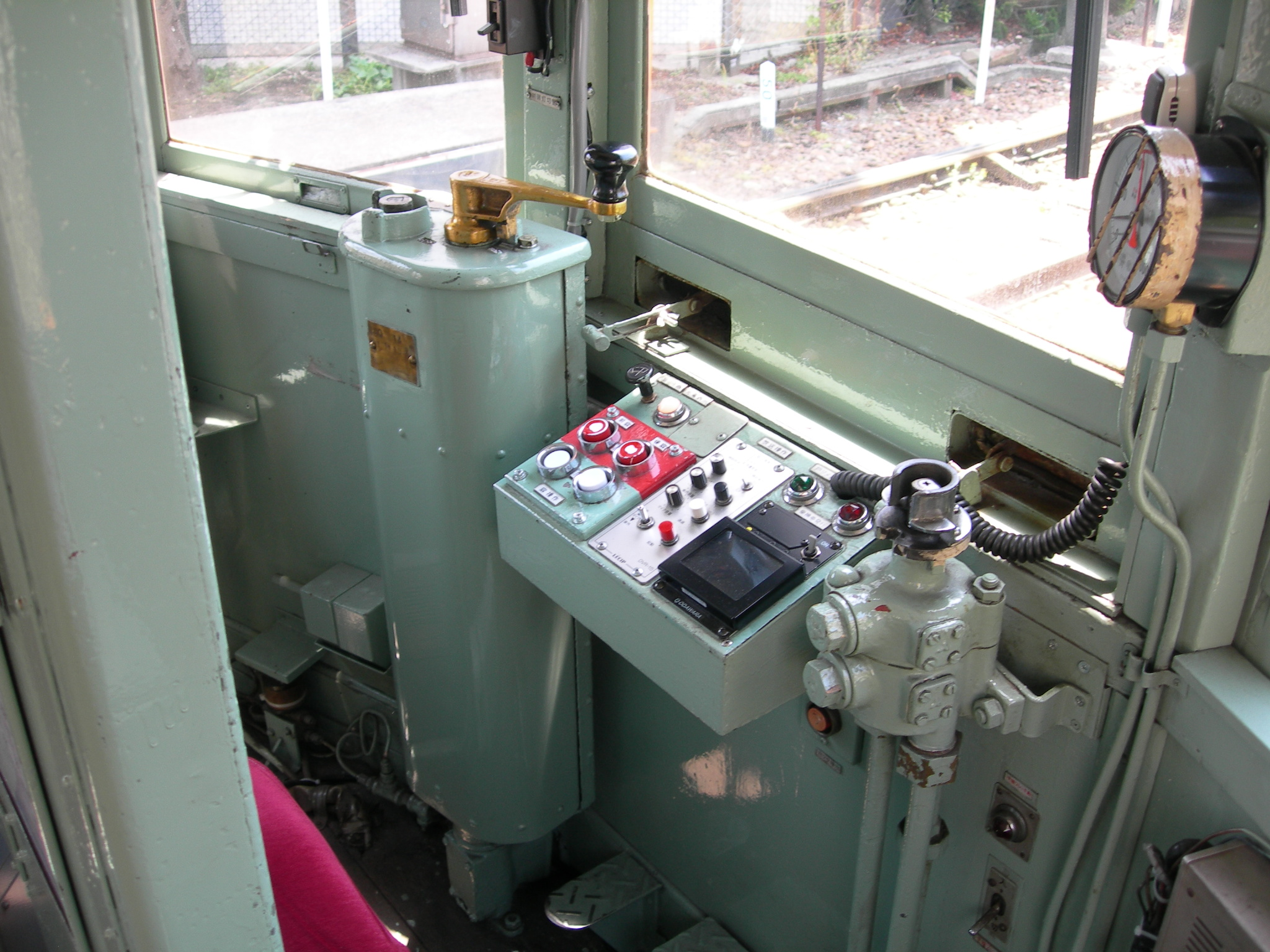
運転台装置（モ162号）

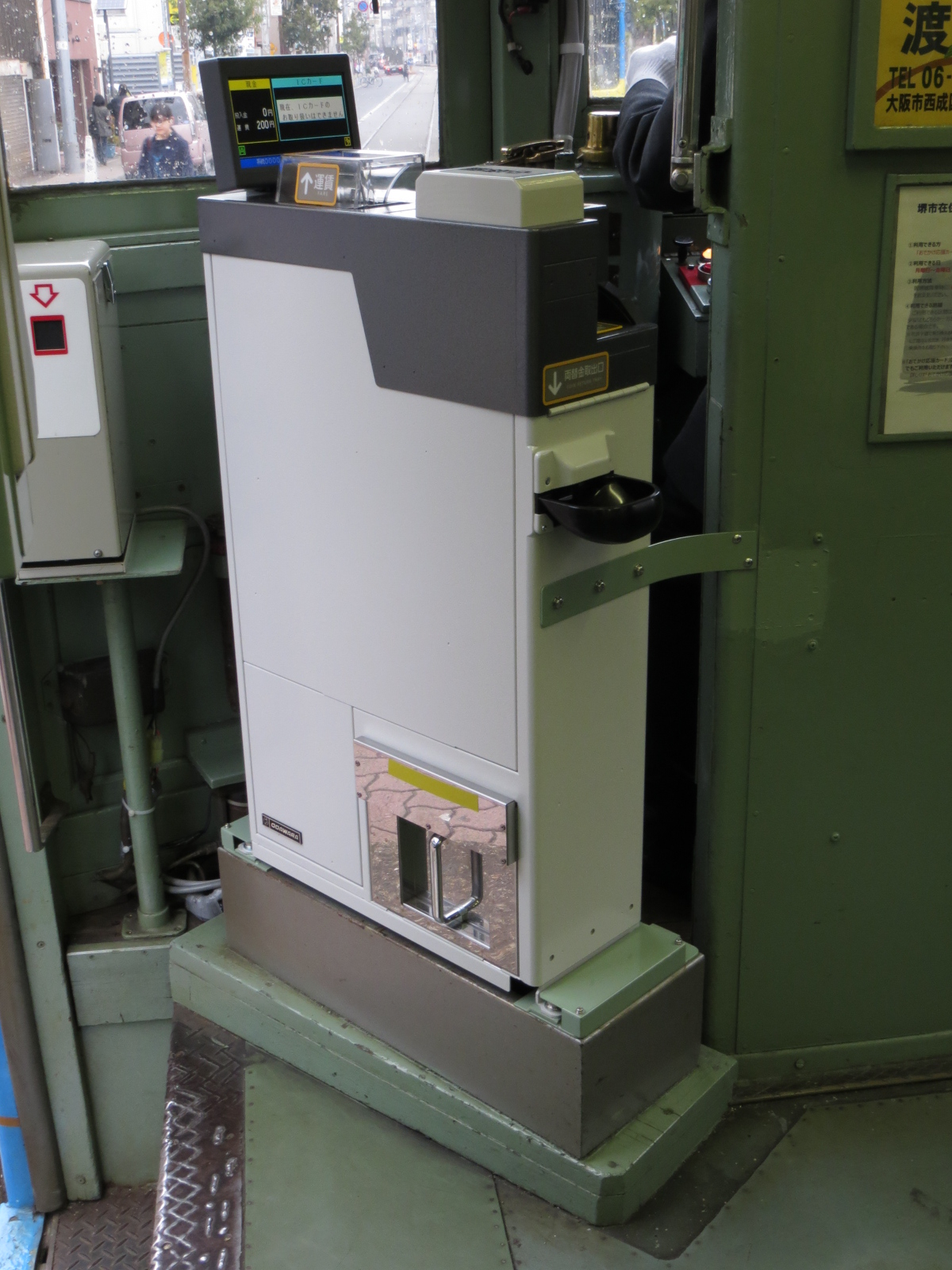
ICカードリーダー付きの運賃箱（モ170号）

台車も主電動機もモ151形と同一だが、平野線で連結運用を行うために製造されたため、連結器と総括制御可能な間接非自動制御器を装備して落成した。低床路面電車としては日本で最初の連結総括運転車両である。連結運用は落成直後から1961年5月まで実施されていたが、終了後に連結器は撤去された。そのため外見上モ151形とはほとんど違いがなくなっている。
登場直後は前照灯・尾灯が腰部にあり、前面バンパー部や前面屋根部にも意匠の違いが見られ、見た目の雰囲気が大きく違う。その後、集電装置がYゲル（のちにパンタグラフ）に変更されるにつれ、尾灯・前照灯とも頭部に移植された。
かつて連結運転を行っていたことから、空気ブレーキはSMEを使用していたが、連結器を撤去して連結運転が不可能になっていることや、保守管理の手間を減らす目的で、1980年（昭和55年）の南海電気鉄道からの分社化に際してSM-3に取り替えている。
昭和一桁年代に製造された旧形車両ではあるが、過去に冷房化が検討されたことがある。しかし、屋根構造が枕木方向に細い鋼製梁が渡り、そこに木造キャンバス張りという古典的なもので、冷房装置を搭載することは不可能と判断され、計画は白紙になった。
2013年から2014年にかけてICカード導入に伴い、カードリーダーの設置や自動放送の更新が行われた。一方で行先表示機は更新されず、阪堺電軌の車両では唯一幕式が使用されている。
2020年夏季において、全車前面のワンマンプレートが取り外された。

## 運用
2018年（平成30年）12月の時点で161・162・164・166の4両の現役車輌が在籍している。同車は車齢90年を経ているが現役の車両であり、特に住吉大社の初詣特別輸送時には収容力の大きさを生かし、営業運転可能な4両が「フル稼働」(通常は162・164・166のみで、161は待機）している。
特に夏季（6月後半 - 9月末）においては、モ601形が落成した1998年以降平日の日中と土曜日・休日の運用から外れ、2005年以降は夕方ラッシュ時の運用からも外れた。平日の朝ラッシュ時も運行本数の削減および運用の効率化により運用数が年々減少したが、2013年までは冷房付きの車両が通常期においても1編成不足するため、朝ラッシュ時に恵美須町駅 - 我孫子道駅間1往復のみの運用に限定的に入っていた。しかし2014年度以降は阪堺線の運転本数削減と1001形の投入により車両数が充足したため、同年をもって夏季のすべての定期運用から撤退し、全車が冷房付き車両故障時のための予備車として我孫子道車庫（大和川検車区）において終日待機している。
通常運用は前述のとおり秋季～春季（11月 - 6月前半頃）に限定されるが、夏であっても貸切運用に入ることがある。近年はその古風な車体が人気を呼び、イベント使用に登用され、
各種復刻塗装の登場などで注目が集まりつつあるが、出庫するのは1〜2両程に限られる場合が多い。朝は遅めに出庫し、夜は早めに入庫することが多く、初電・終電の運用には基本的に入らない。また、2016年頃からは大阪市内での阪堺・上町線交互運用が主で、浜寺運用には入らない事が多いが、貸切の場合は全区間で運用される。なお、2015年11月29日は稼働可能全車が全線で運用された。内訳はモ161とモ162が貸切運用で、このうちモ161は鉄道写真家の広田尚敬傘寿記念の貸切電車となり、残るモ164とモ166は定期運用であった。
なお、夜間の保線作業時には貨車（レール運搬車）の牽引や新車搬入時の牽引車としても使用される。

## 昭和40年代復元車

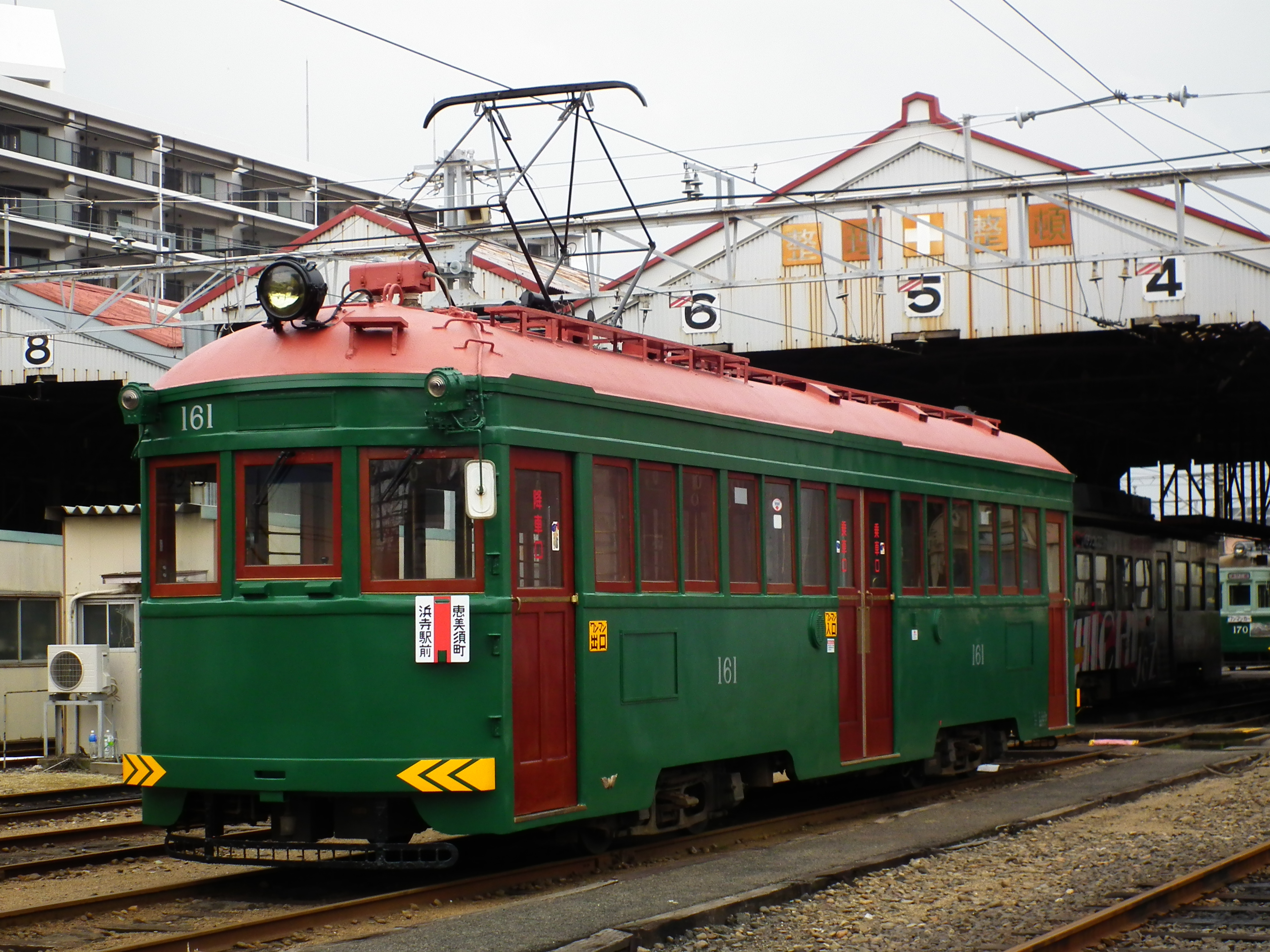
161号（昭和40年代復元車）
方向幕に車体と同色のカバーが取り付けられている

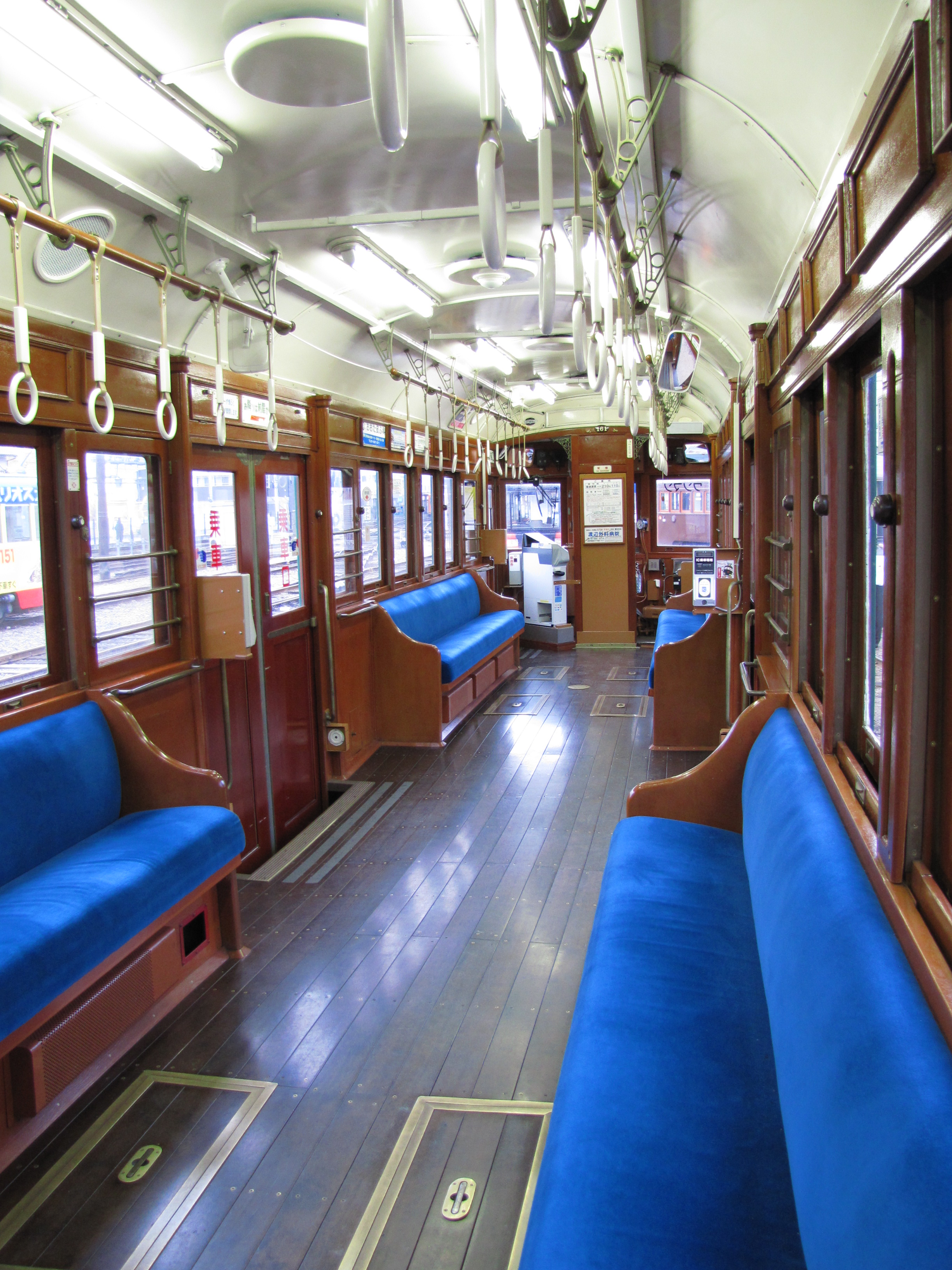
車内（昭和40年代復元車）

161は阪堺電気軌道開業100周年を記念し、2011年（平成23年)に1965年（昭和40年）当時の状態に復元され、同年の路面電車まつりにてお披露目された。1963年からの連結器撤去および1965年からのパンタグラフ化等を踏まえている。
「ワンマンカー」の表示板を撤去、ワンマン表示は窓へのステッカー貼りに変更し、サボ（行き先板・通常は「貸切」と「回送」）を使用して運行する。方向幕にはカバーを取り付けて隠すことができる。ニス塗りのドアや鉛丹色の屋根など、162・163と比べて、より忠実に当時の塗装が再現されている。また、広告枠は正面に前後一箇所ずつの2枠であったが、側面に2枠ずつの計4枠になっている。
車内においても、側壁や鎧戸といったあらゆる箇所に塗られていた薄緑色のペンキを剥がし、ニス塗りの車体や真鍮装飾等が蘇っているほか、撤去されていた信鈴（合図ベル）が復活した。2016年からは室内灯が電球色蛍光灯に変更されている。この改装以降、同車はほぼ貸切専用となり、通常運用に着くのは正月の「大輸送」時（それも「積み残し」が多数発生した時のみ）になっている。ただし2015年11月19日から11月30日まで、運用開始88年（米寿）記念として平日朝限定で、天王寺駅前・住吉公園間と天王寺駅前・我孫子道間でそれぞれ1往復ずつの通常運用に入ったほか、12月26日には天王寺駅前～浜寺公園間で、2016年3月27日・4月2日には天王寺駅前・恵美須町～我孫子道間で終日運用に入った。
2021年4月24日に天王寺駅前〜我孫子道間を3往復し入庫した。クラウドファンディングにより大規模修繕を行い、2021年12月2日からは、修復完了の記念として一般運用に就いている。

## 塗装
1928年の製造当時から1967年まで、車体はモスグリーン単色塗り、屋根は鉛丹、扉等木造箇所は茶色ニス塗りであった。なお、前年に登場したモ151形は木造車に合わせて車体も茶色（現在の164・166の塗装、資料が残されていないために正確な塗色は不明）であったが、本形式の登場後はモスグリーンに統一されていた。
1967年以降はモ501形・モ351形と同様、下半阪堺ダークグリーン／上半クリーム色／正面が金太郎塗りの車体色になるが、1975年3月に車両色統一化のために南海ダークグリーン単色（ただし扉も塗りつぶし、屋根は黒である点が旧塗装と異なる）に変更された。同年10月から1981年まで全車で「雲塗装」が行われ、その後の若干の変遷ののち、1985年より阪堺ライトグリーンに窓上・窓下に白帯を入れる現在の標準塗装になっている。2010年からレア・カラー塗装電車の復活と称した復刻塗装が行われており、164は1986年頃に167で試験的に行われたモスグリーンに黄色帯正面V字の塗装を2010年10月に2週間限定で復刻（通称ビークル・スター）した後、前面のV字を消した緑地に黄色帯の塗装となっていた。
また、1970年代以降は広告塗装になることも多く、立石電機が広告主だった通称「雲塗装」やタマノイ酢の波模様はその代表的なものとされている。近年では162は広告塗装の名目で、昭和30年代初めまでの塗装となった。広告が解除されたあとも塗装はそのままになっていたが、2014年11月からは濃緑（161とは色味が違う緑色）の塗装になった。
165・170は我孫子道停留場に近い「鉄道喫茶・あびこ道」の広告塗装となっていた。広告開始時点では南海本線一般車旧塗装であったが、平成24年秋からは同広告主のまま、かつてタマノイ酢が広告主として施した「オリエント急行塗装」を模した塗装になっている。ただし、当時とは色合いがかなり異なる。なお、「鉄道喫茶・あびこ道」は2013年8月末限りで閉店している。
164・166は2014年4月からモ151形登場時をイメージしたような濃い茶色の塗装、廃車済の165がワンマン化以前の下半阪堺ダークグリーン・上半クリーム色で正面が金太郎塗り、廃車された171は阪堺ダークグリーンで、製造した近畿車両（当時は田中車両）の徳庵工場内で保存されている。また、ワンマン化以来、白色で統一されていた車外後方確認鏡の外枠は、近年黒色化が進みつつある。2017年の7月に164が「青色雲」塗装に、9月には166がワンマン化以前に使われていた上半クリーム、下半グリーンの「金太郎塗り」に変更された。2017年11月には映画「オリエント急行殺人事件」のPRの為に166号が「オリエント急行」色のラッピングを施されて2018年1月31日まで運行した。ラッピング解除後は元の「金太郎塗り」に戻っている。
また、2020年に『筑鉄電車と阪堺電車の共同 PR 企画』により、モ162に筑鉄電車の赤電カラーが、モ166にビークル・スターが塗装され、2020年9月18日に報道陣に公開され、同年11月29日から運行が開始された。
2021年にモ164が再び電5形当時の茶色塗装となっている。
2024年8月には、モ162が雲塗装（青）に変更された。

### 2024年8月現在運用中
- モ162 - 雲塗装（青）

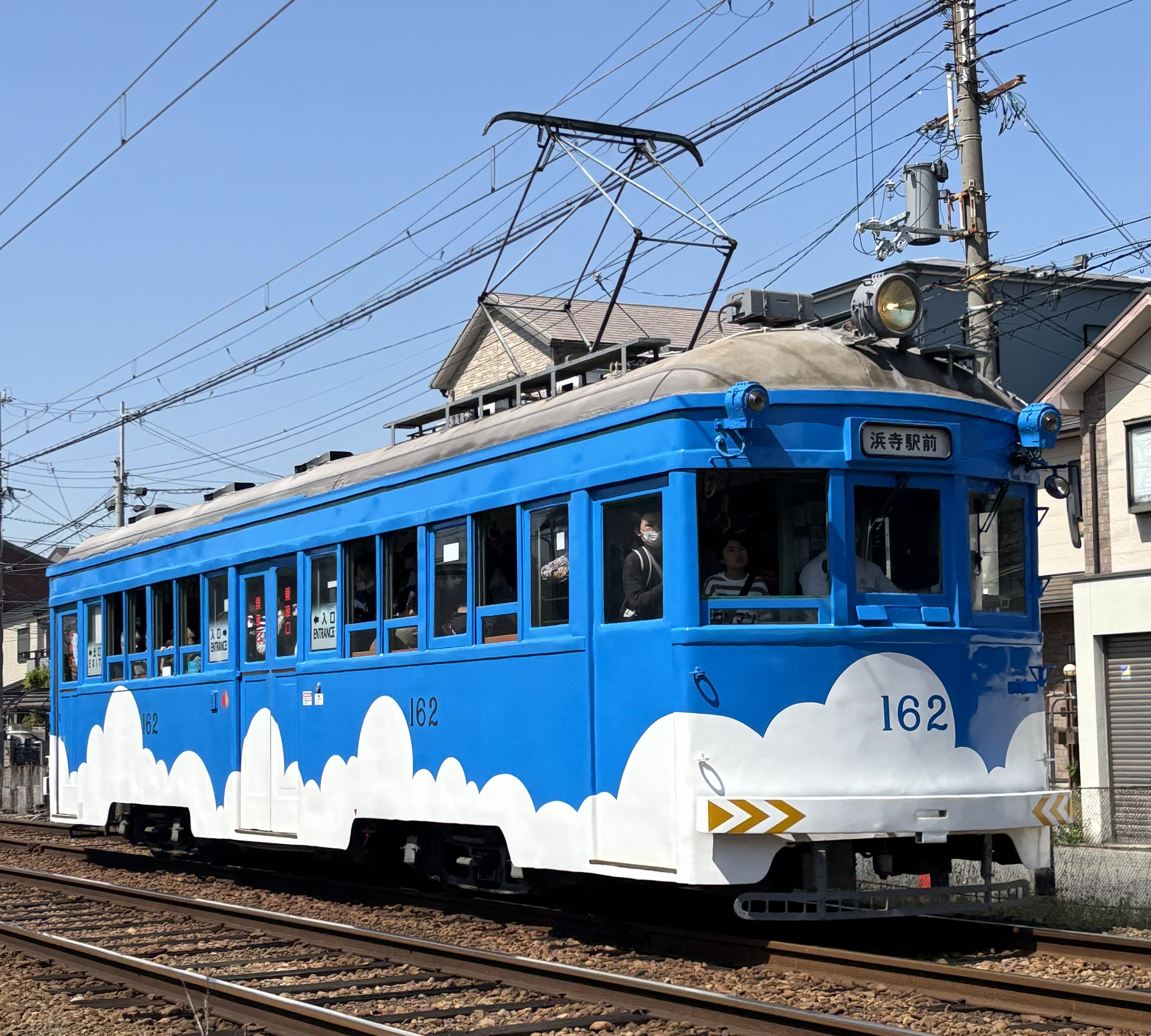
モ162（2025年5月）

#### 過去
- モ162 - 旧南海大阪軌道線塗装→緑一色塗装→赤電塗装

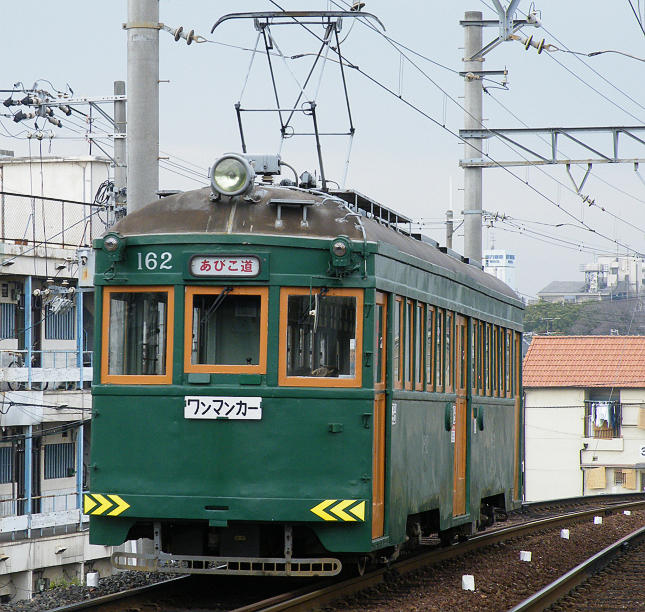
モ162（2008年12月）
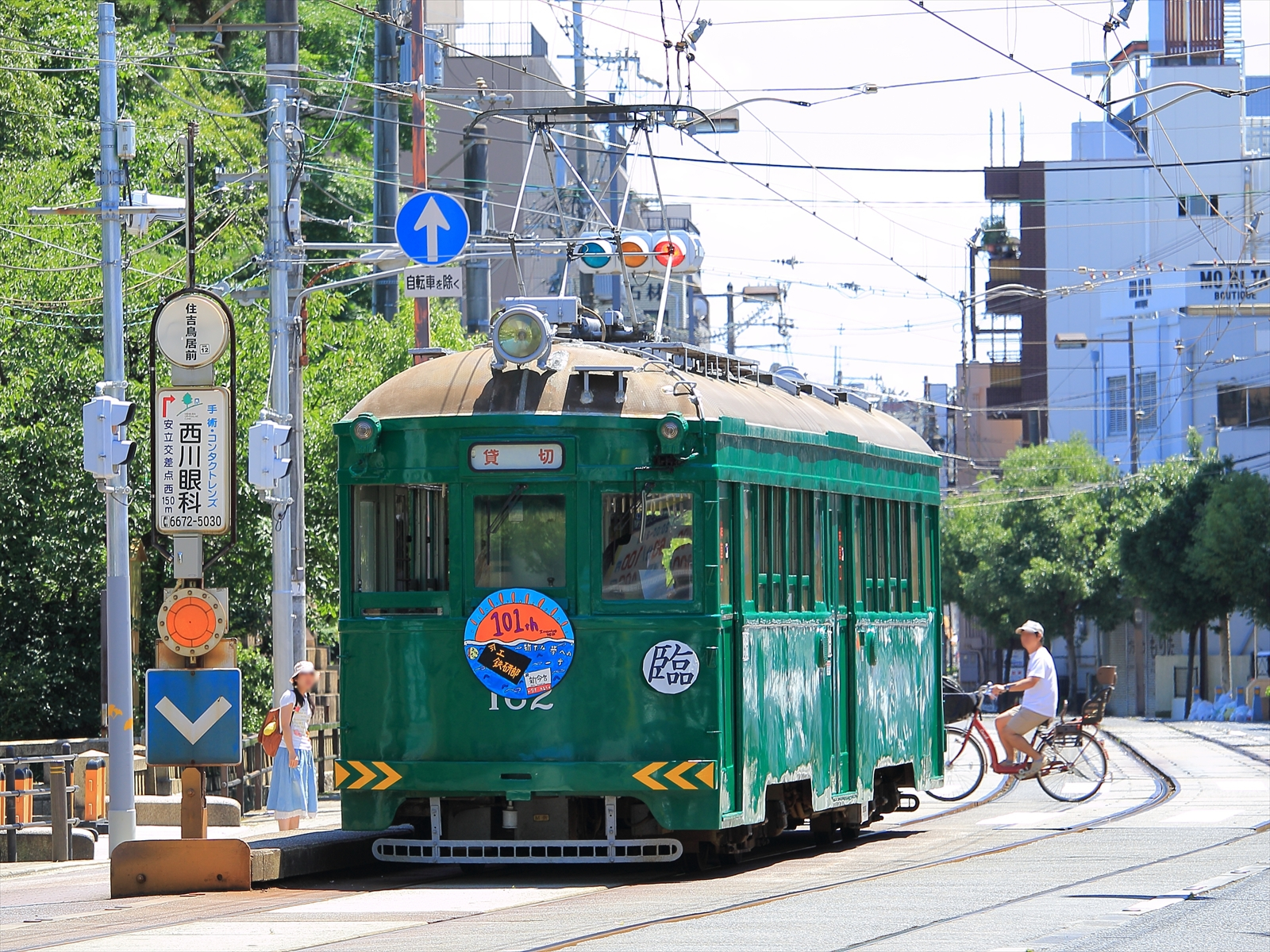
モ162（2015年7月）
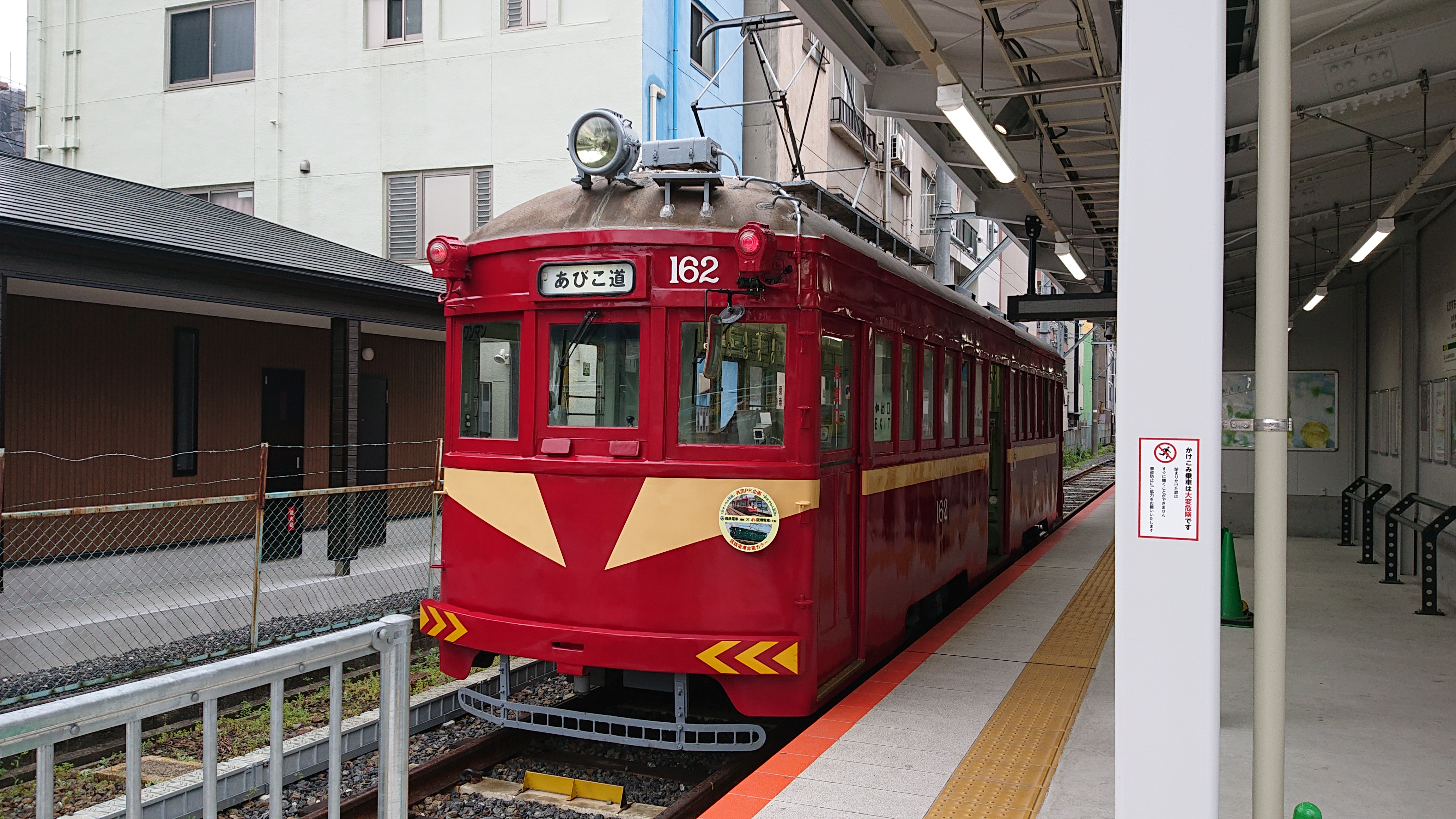
モ162号(2021年3月)

### 2024年8月現在休車中
- モ164 - 茶色塗装

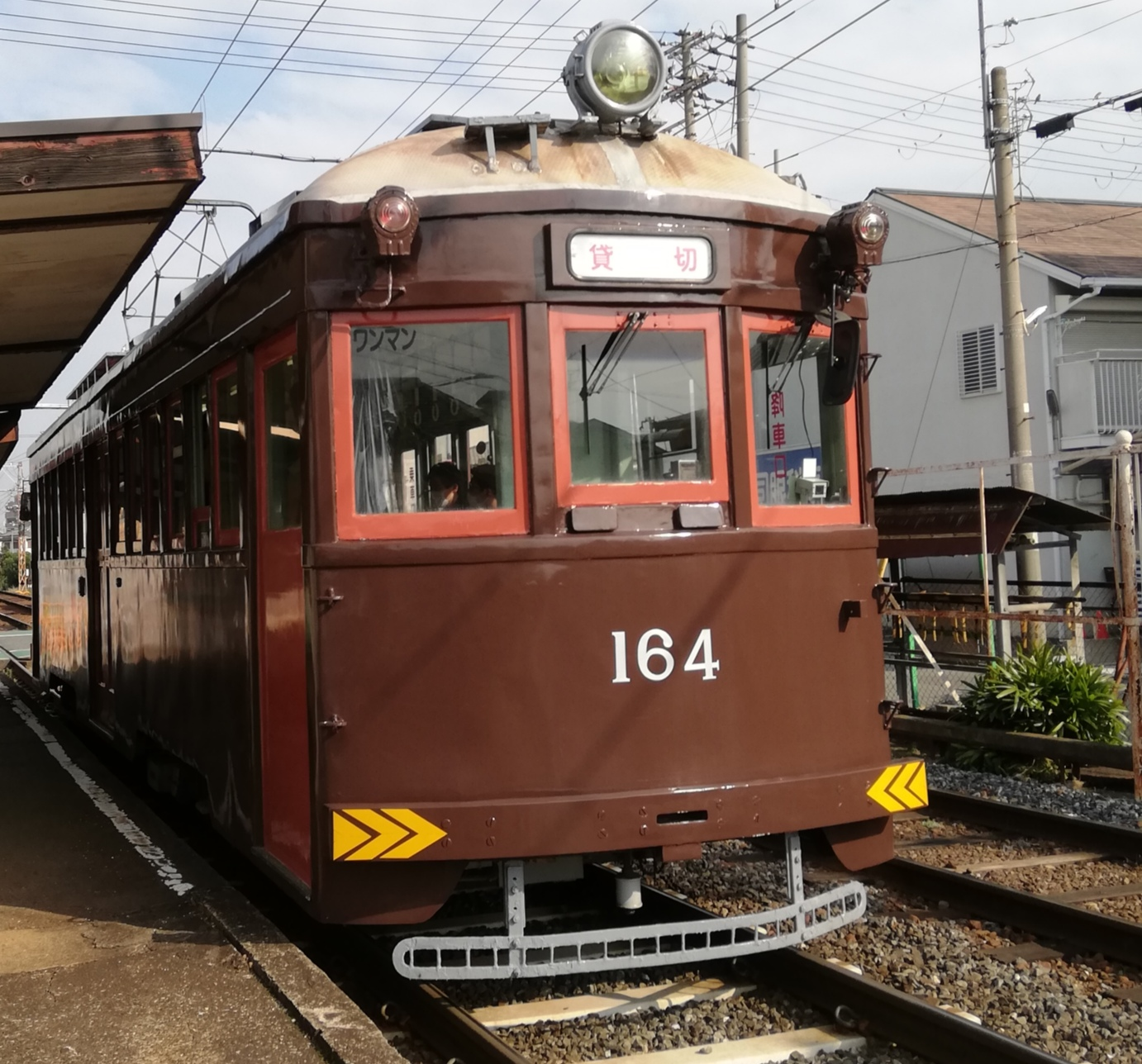
モ164（2021年12月）

- モ166 - 復刻試験塗装（ビーグル・スター）

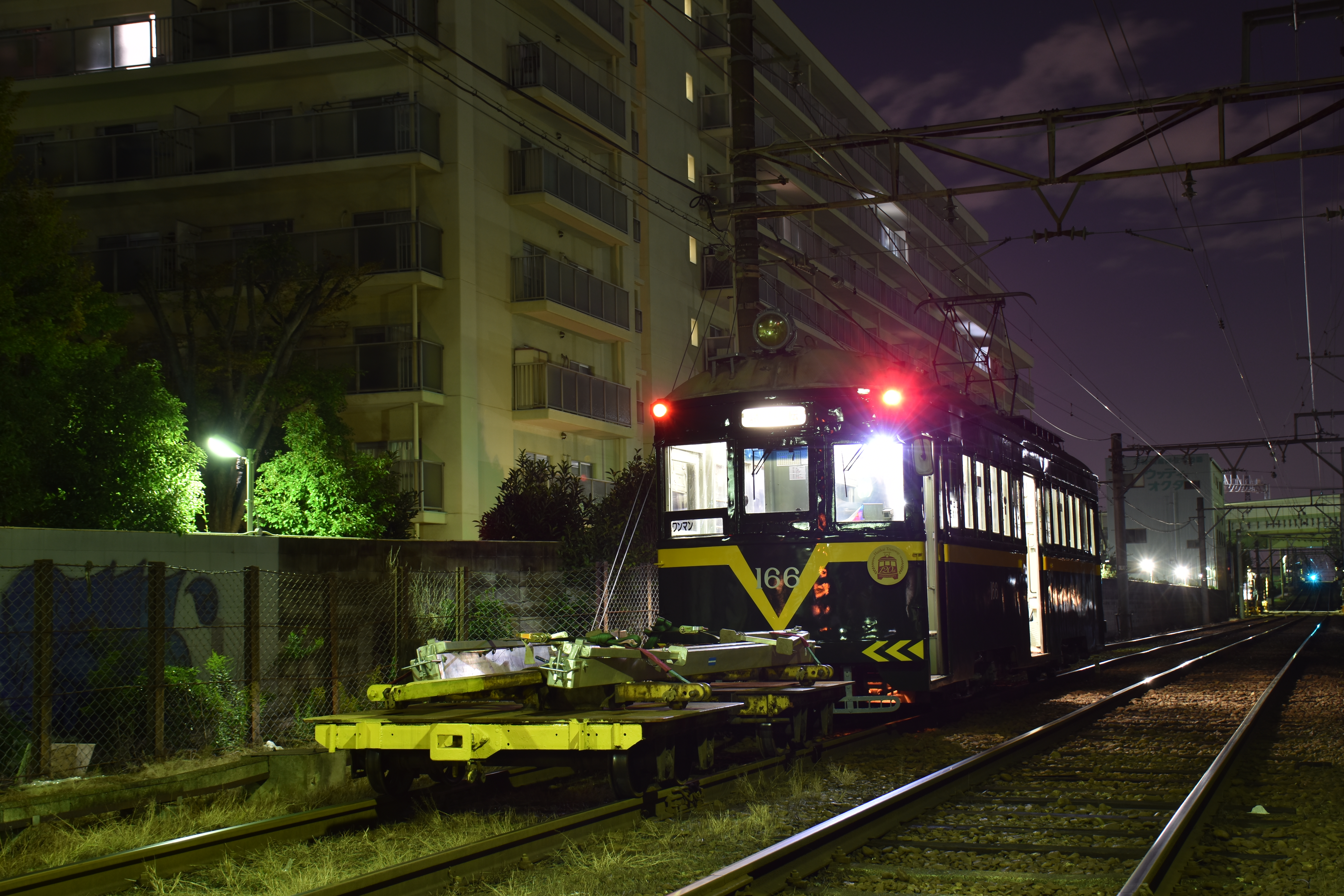
モ166（2020年10月）

#### 過去
- モ164 - 標準塗色→復刻試験塗装（ビーグル・スター）→黄色帯塗装→茶色塗装→ 茶色塗装＆NHK「マッサン」ラッピング→茶色塗装＆防犯啓発運動ラッピング→茶色塗装＆「文豪ストレイドッグス」ラッピング→雲塗装（青）

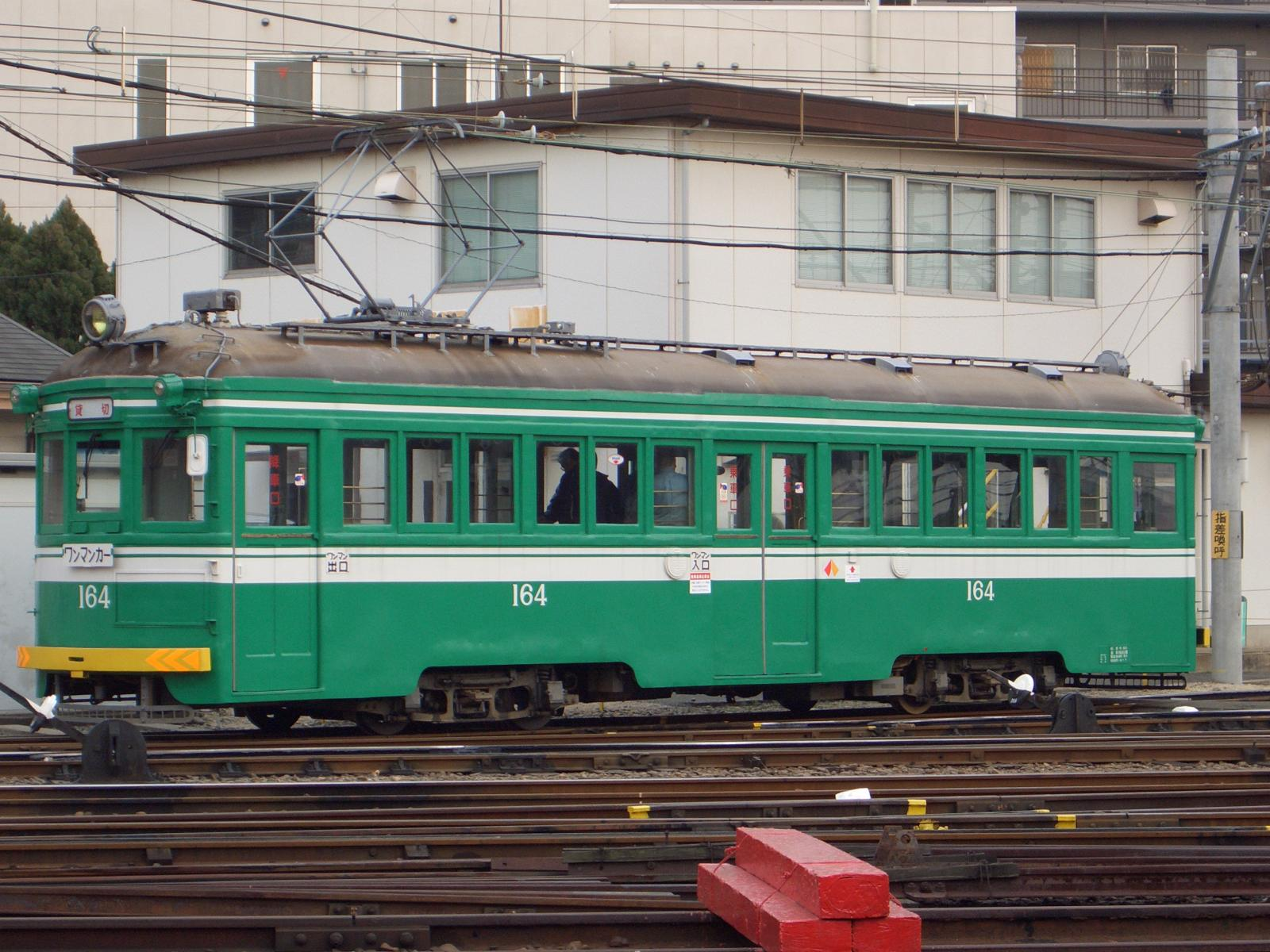
モ164（2007年1月）
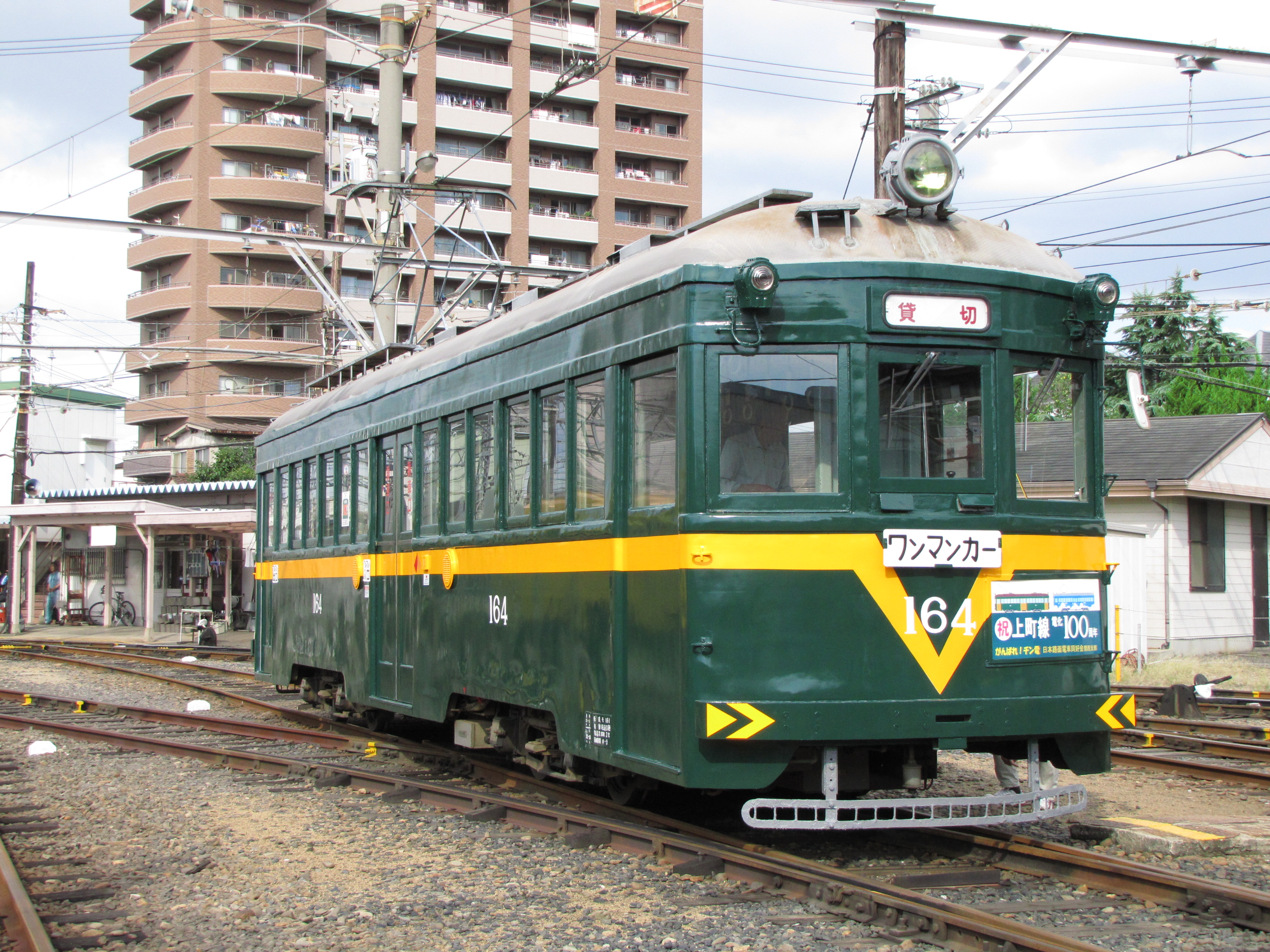
モ164号（2010年10月）
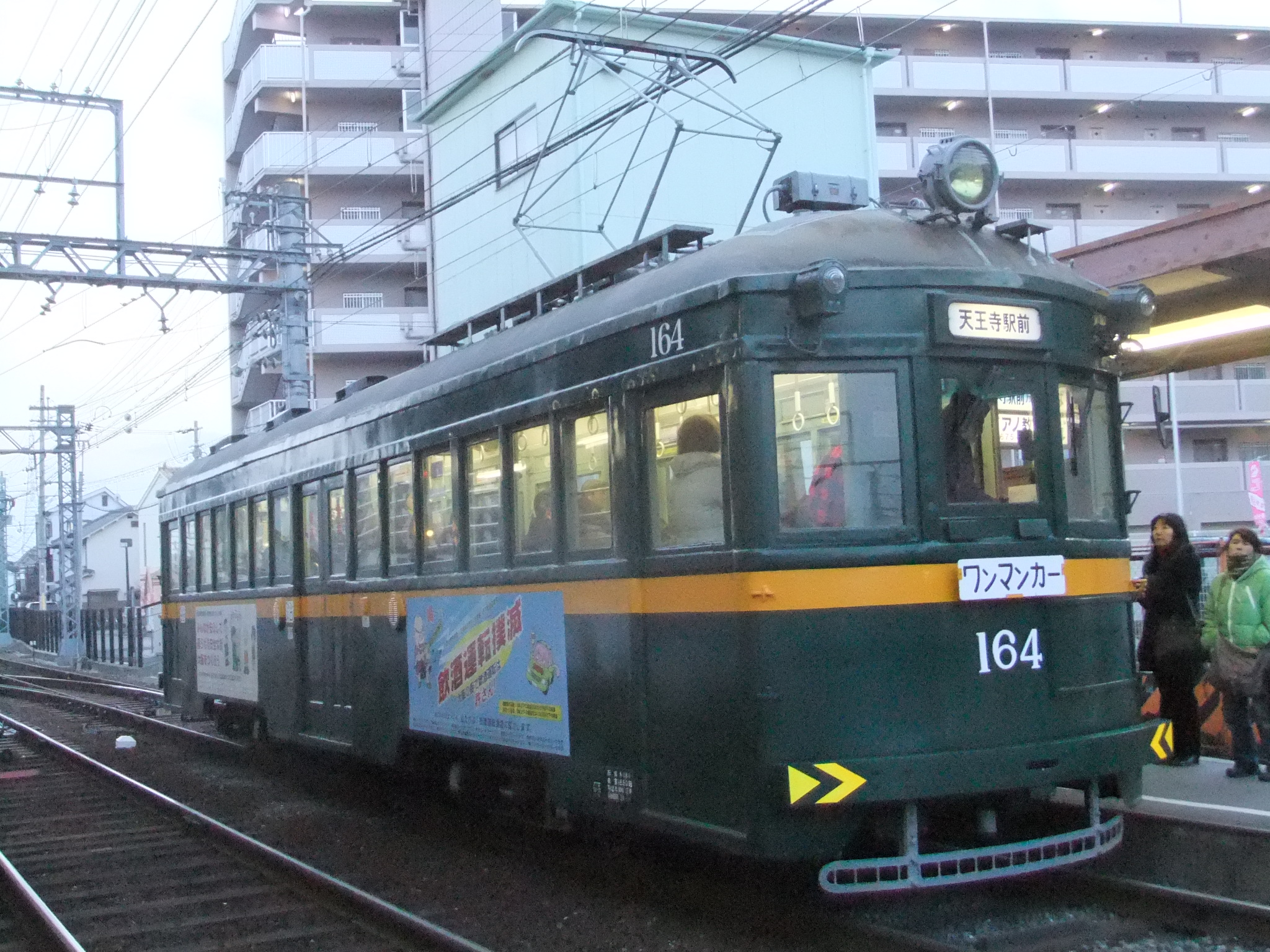
モ164（2013年3月）
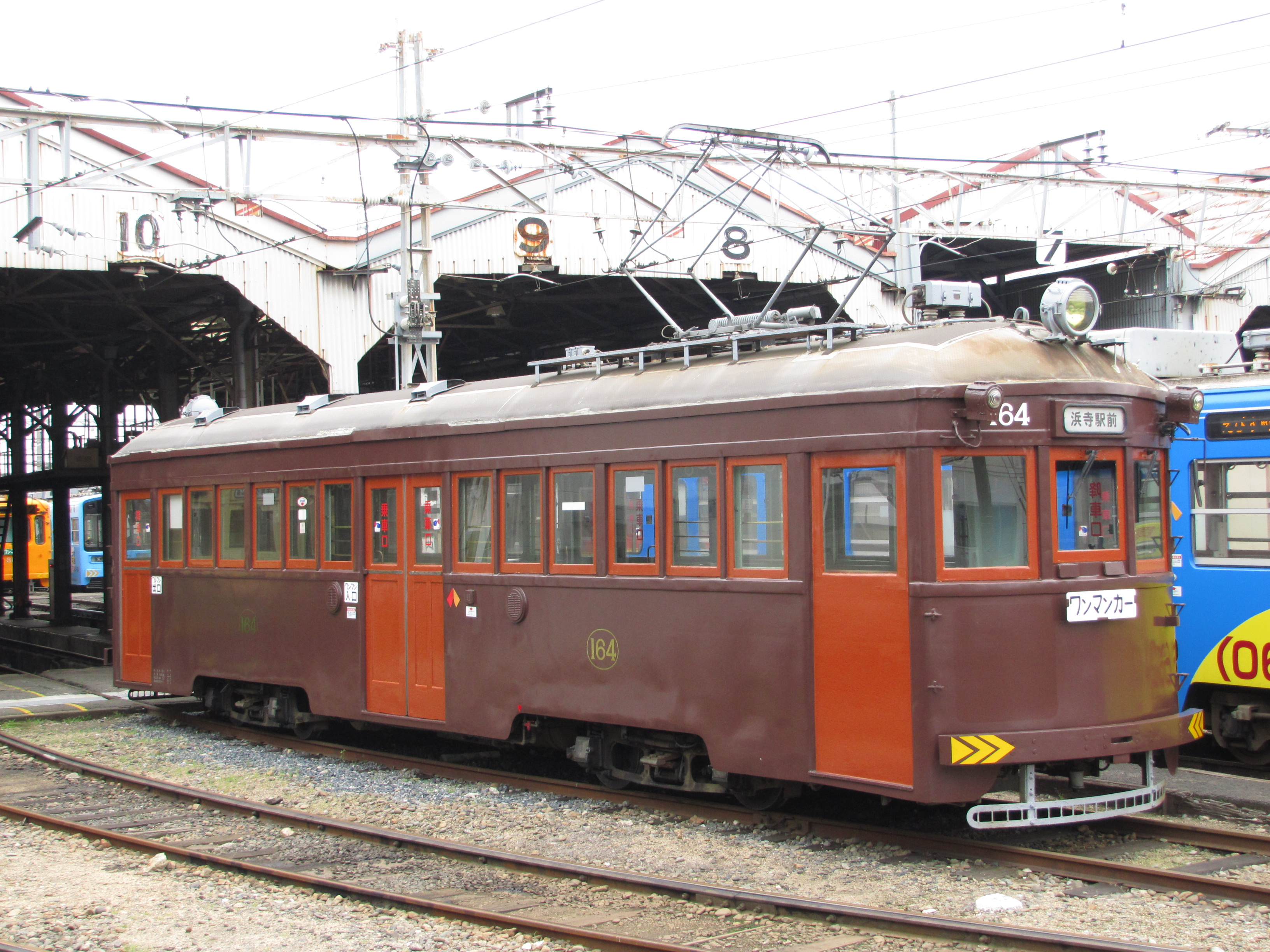
モ164（2015年4月）
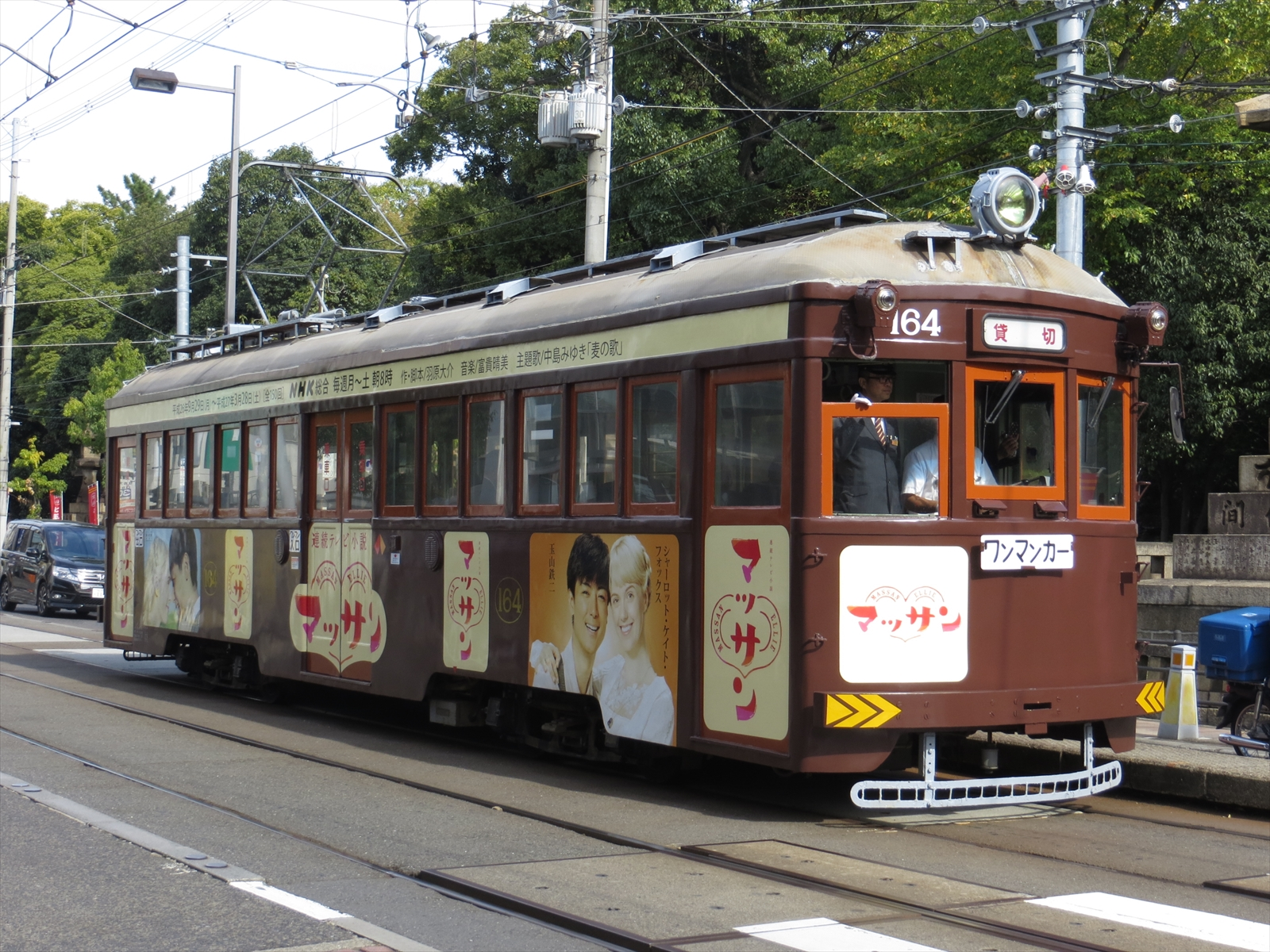
モ164（2014年11月）
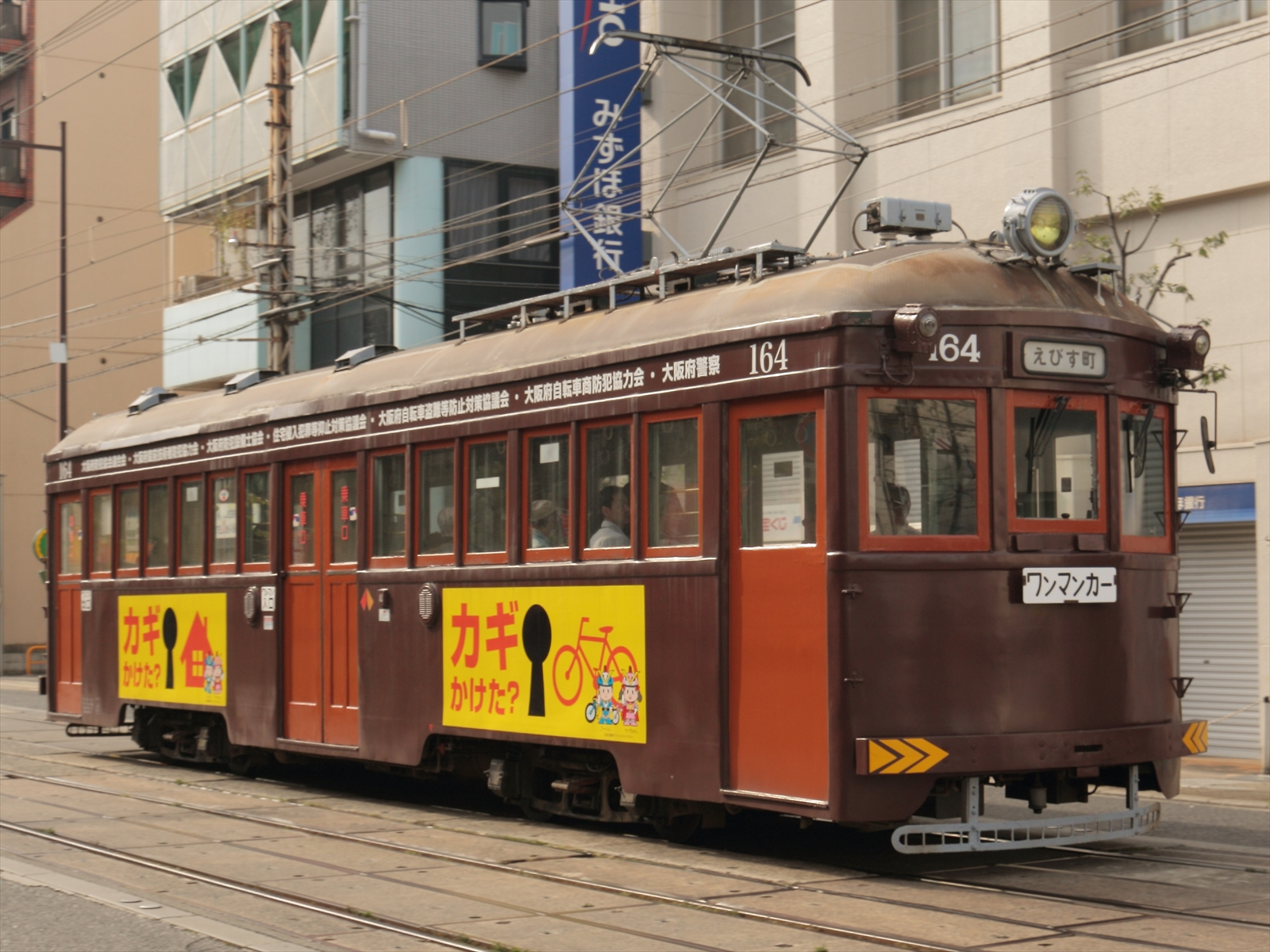
モ164（2015年11月）
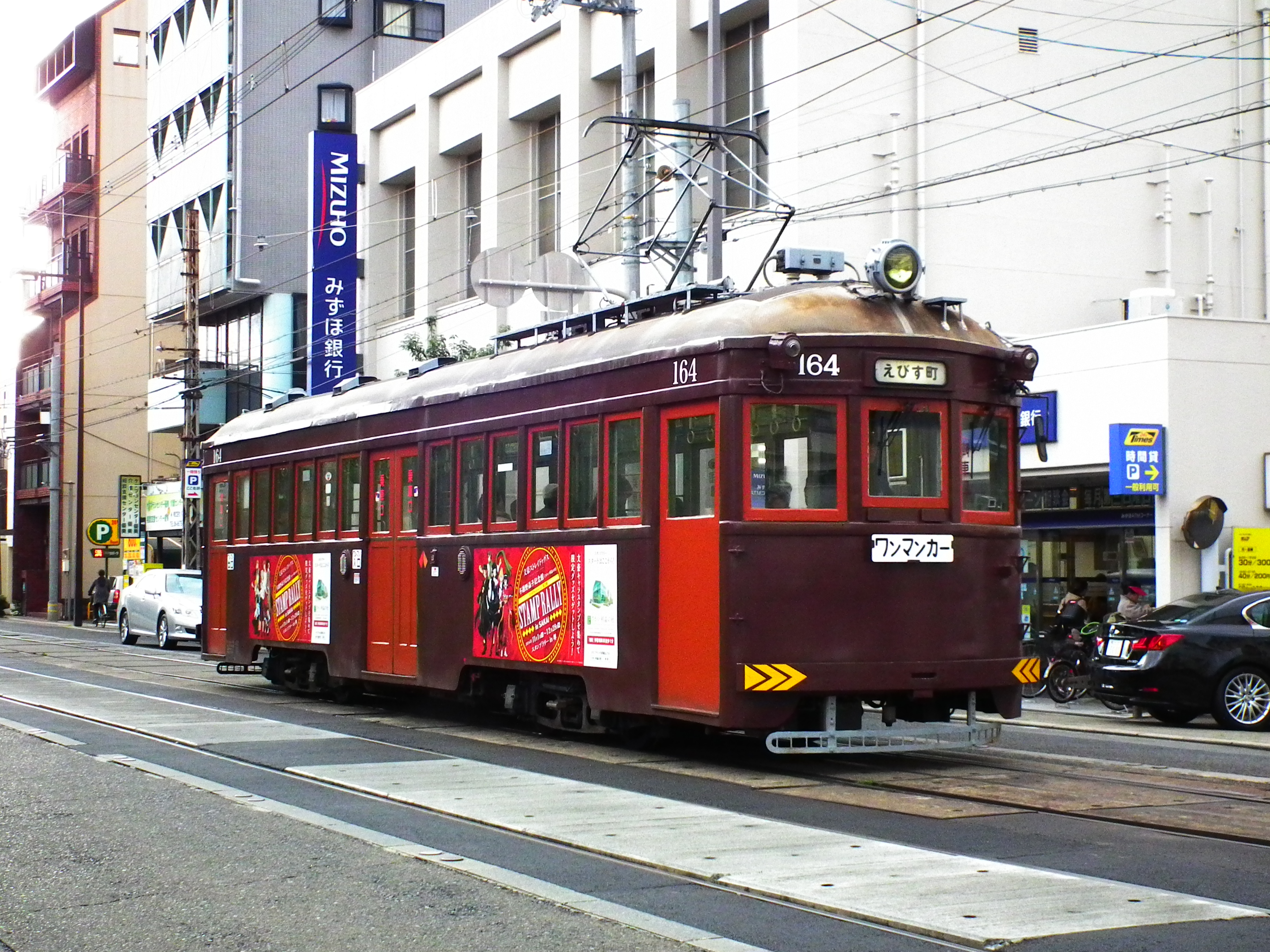
モ164（2016年12月）
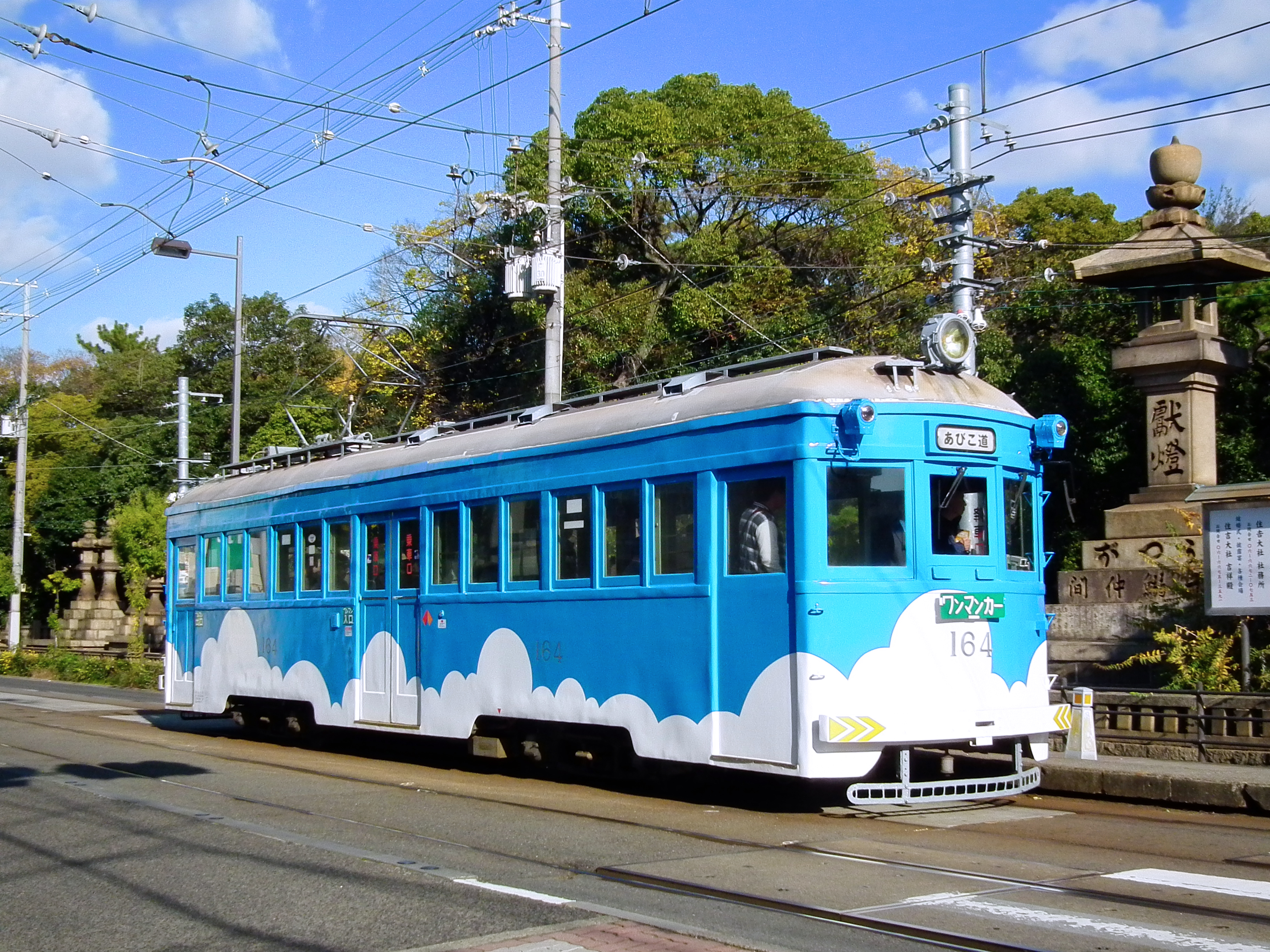
モ164号(2017年12月）

- モ166 - 雲塗装（緑）→茶色塗装→茶色塗装＆「HELLO KITTY LOVESすみよし」ラッピング→金太郎塗装→オリエント急行殺人事件ラッピング→金太郎塗装

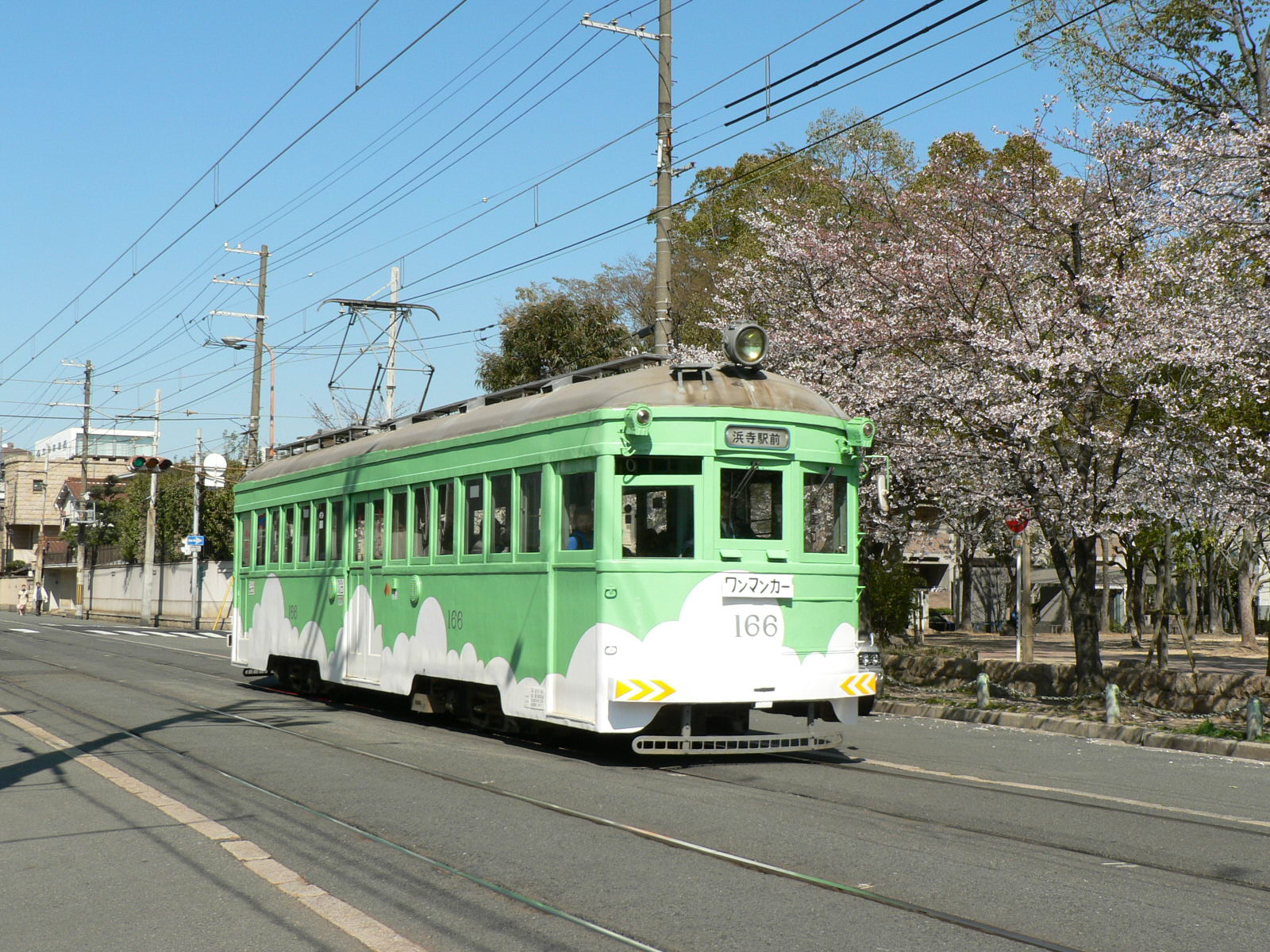
モ166（2011年4月）
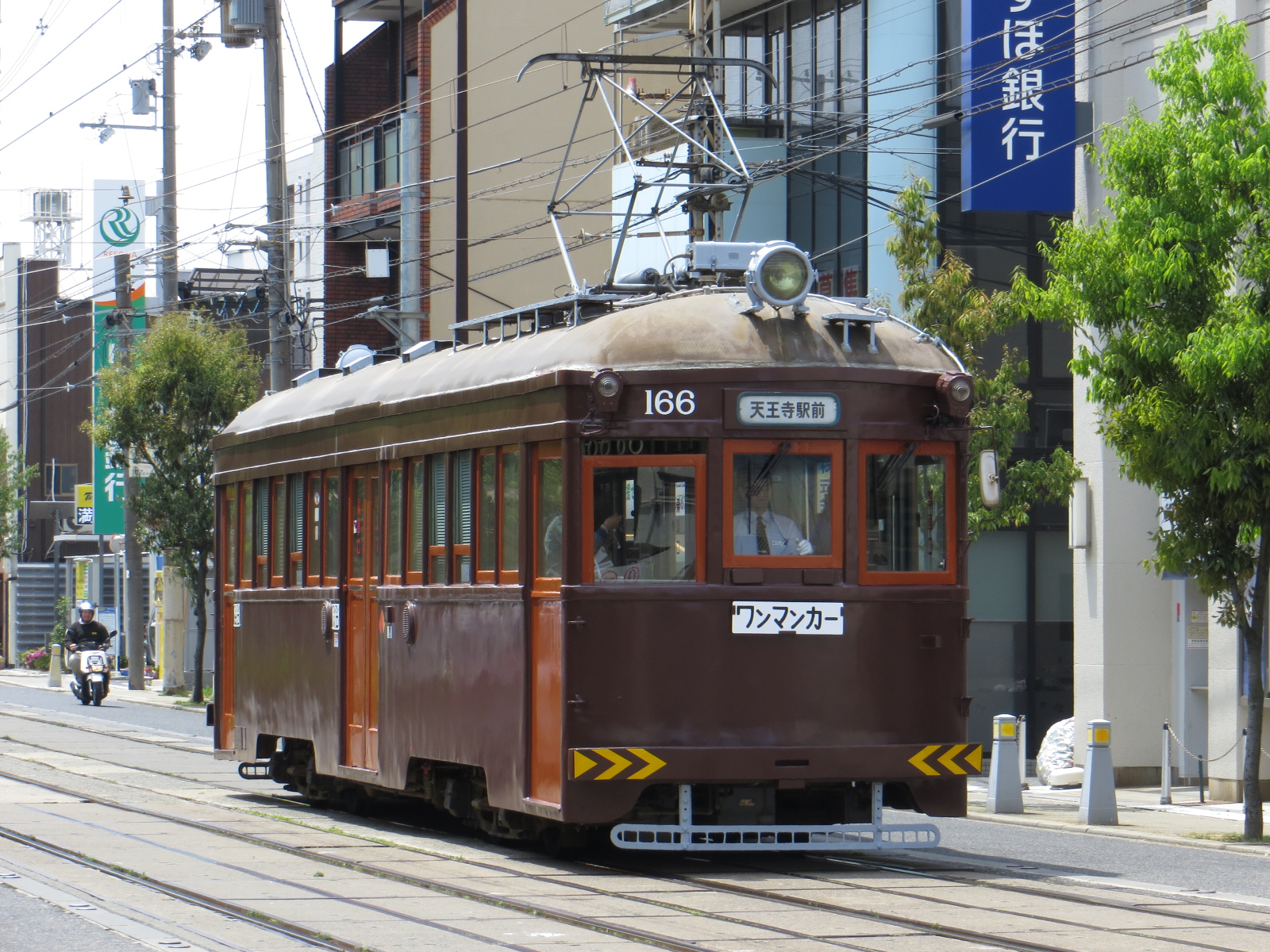
モ166（2014年5月）
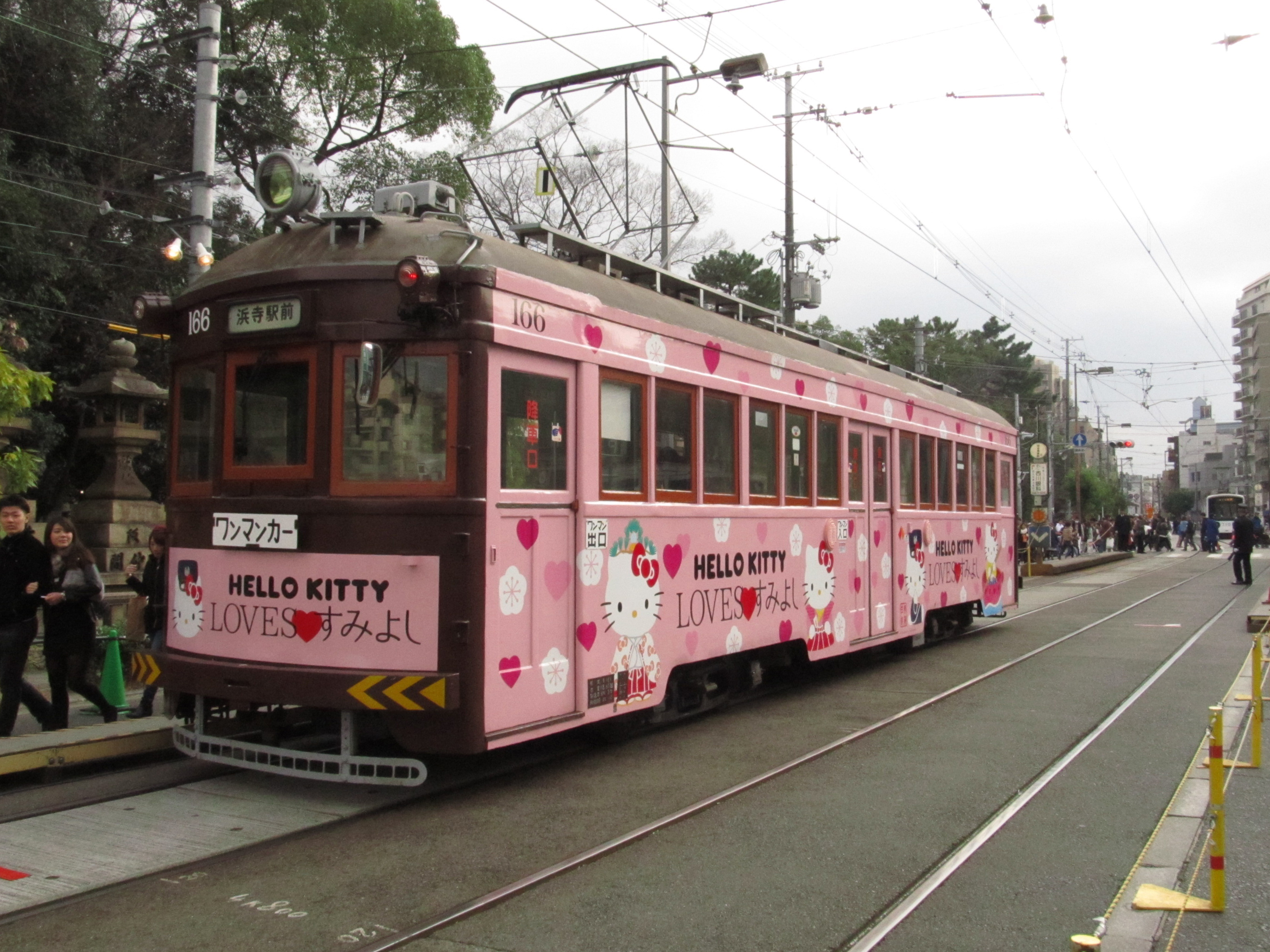
モ166（2017年1月）
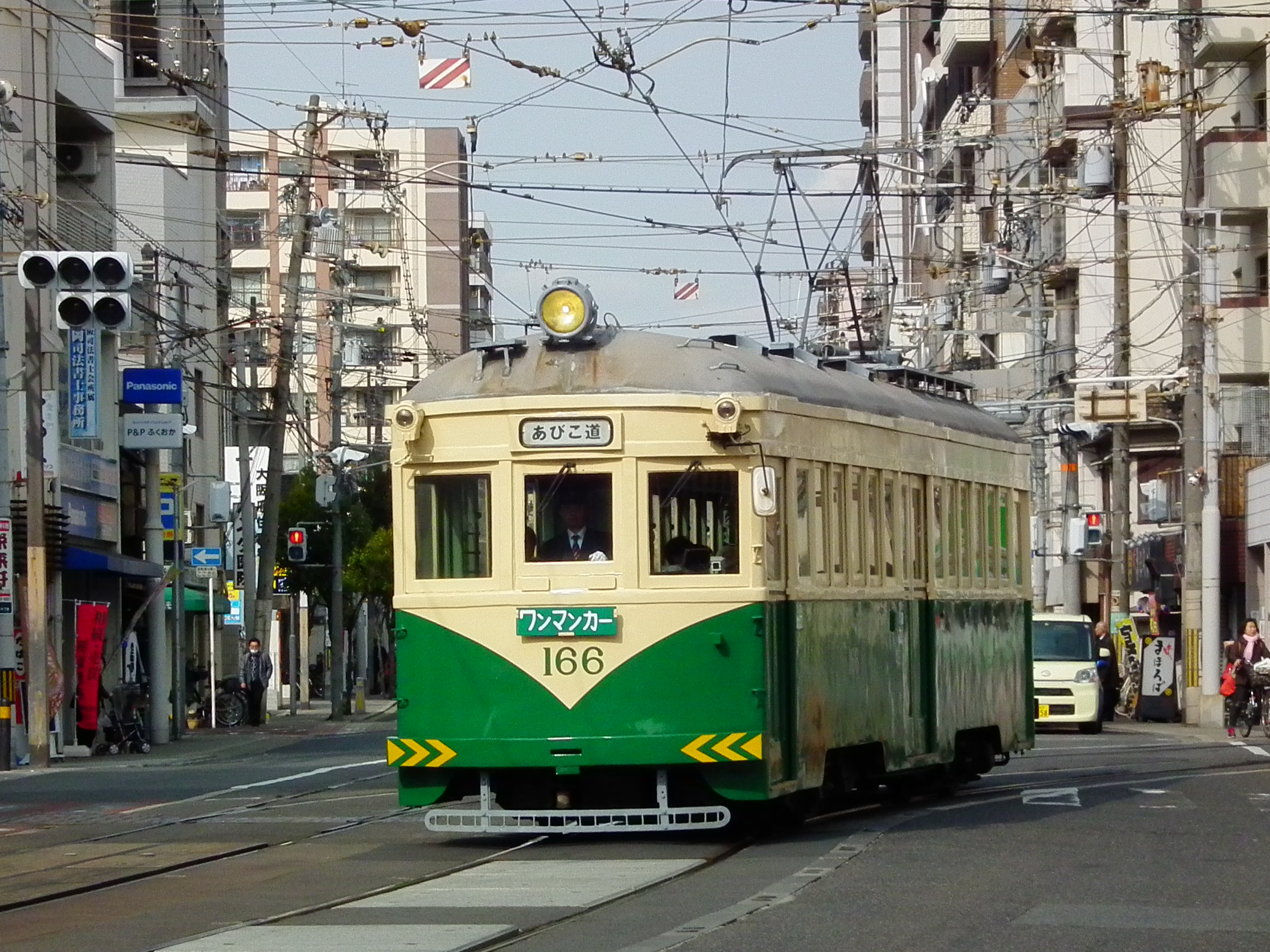
モ166（2018年2月）
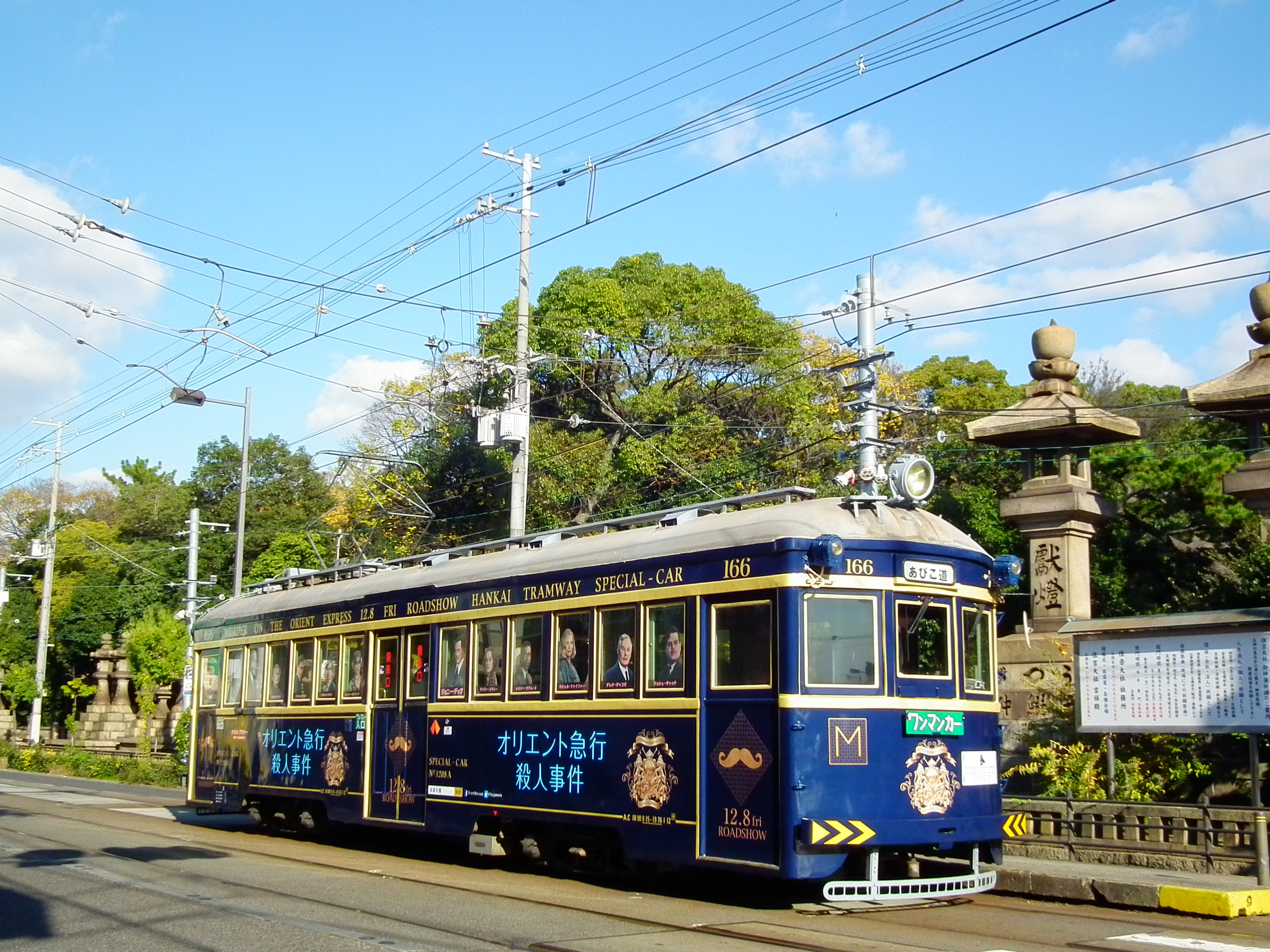
モ166（2017年12月）

廃車・運用離脱車
- モ163 - 旧南海大阪軌道線塗装

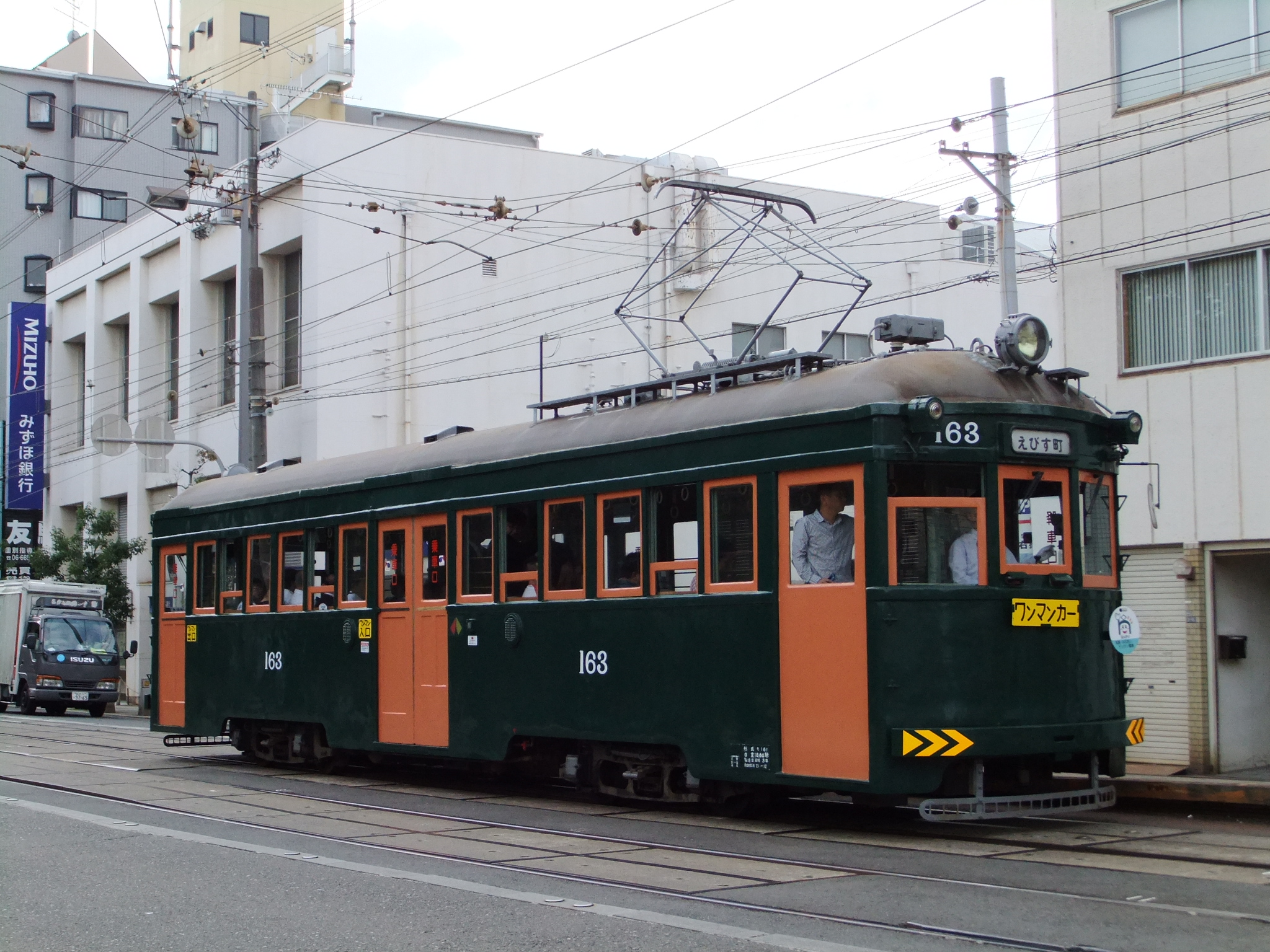
モ163（2010年10月）

- モ165 - 金太郎塗色

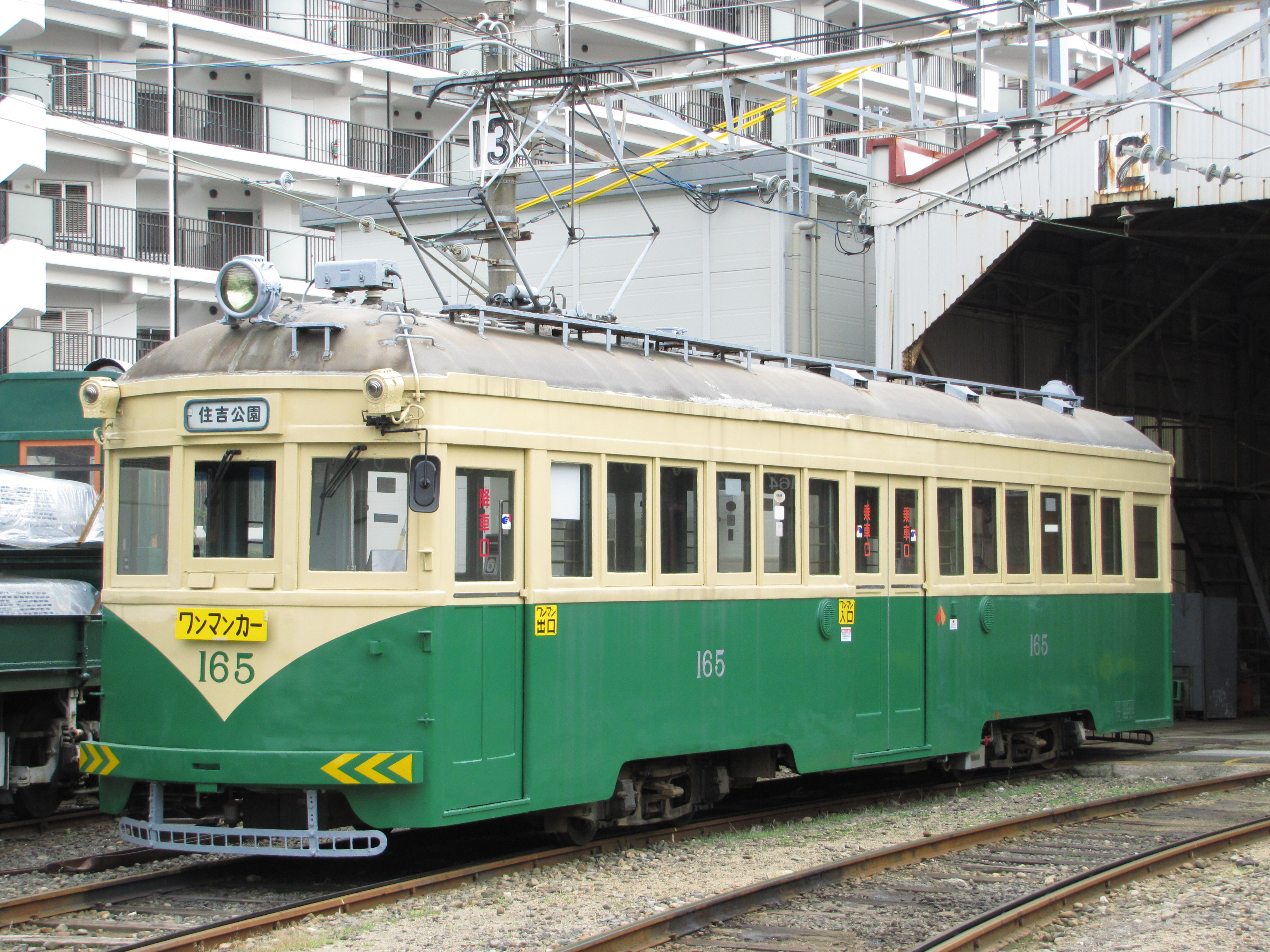
モ165（2015年4月）

- モ168 - 雲塗装(青)

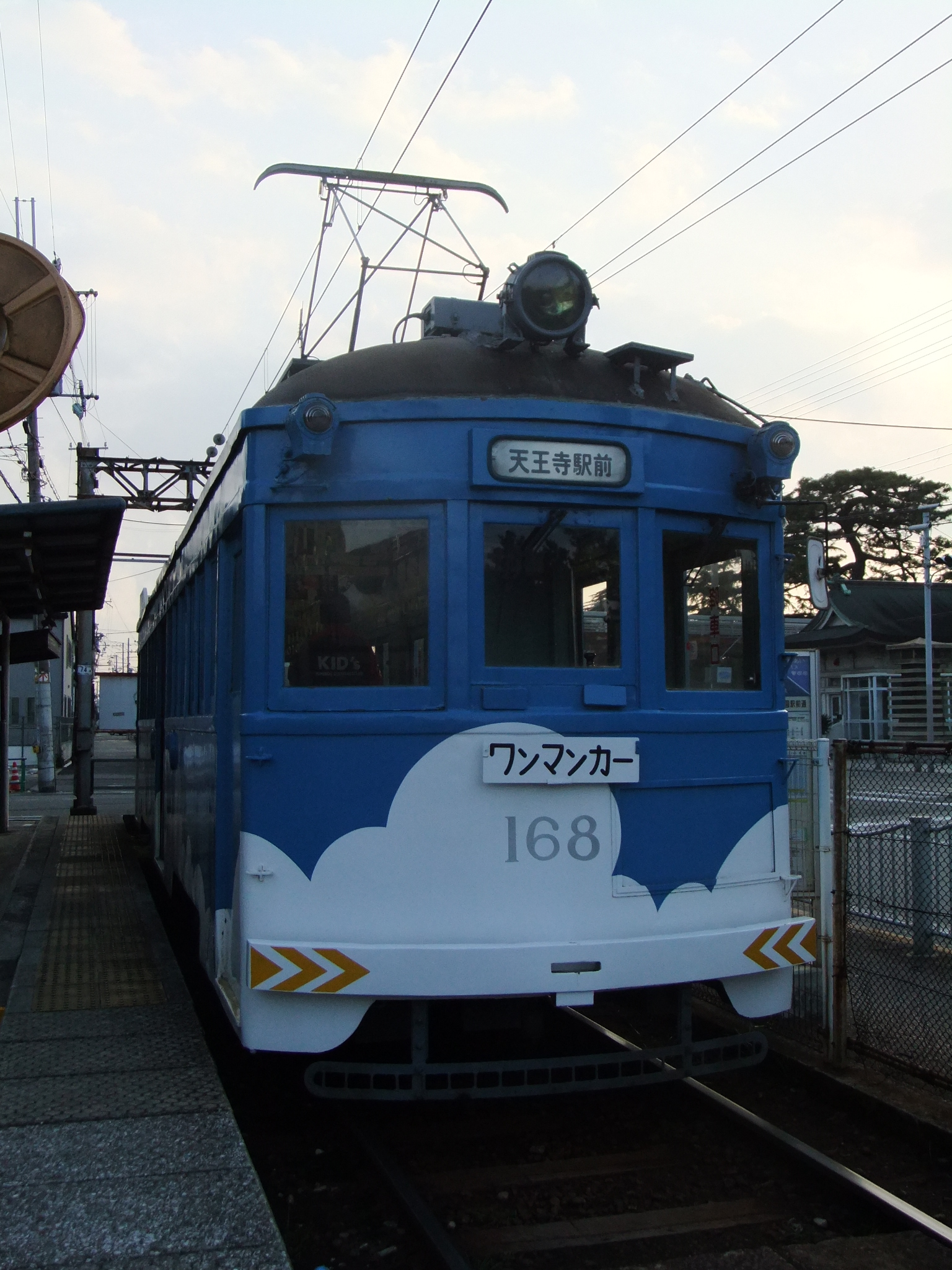
モ168（2013年3月）

- モ170 - 鉄道喫茶・あびこ道　（オリエント急行風塗装）

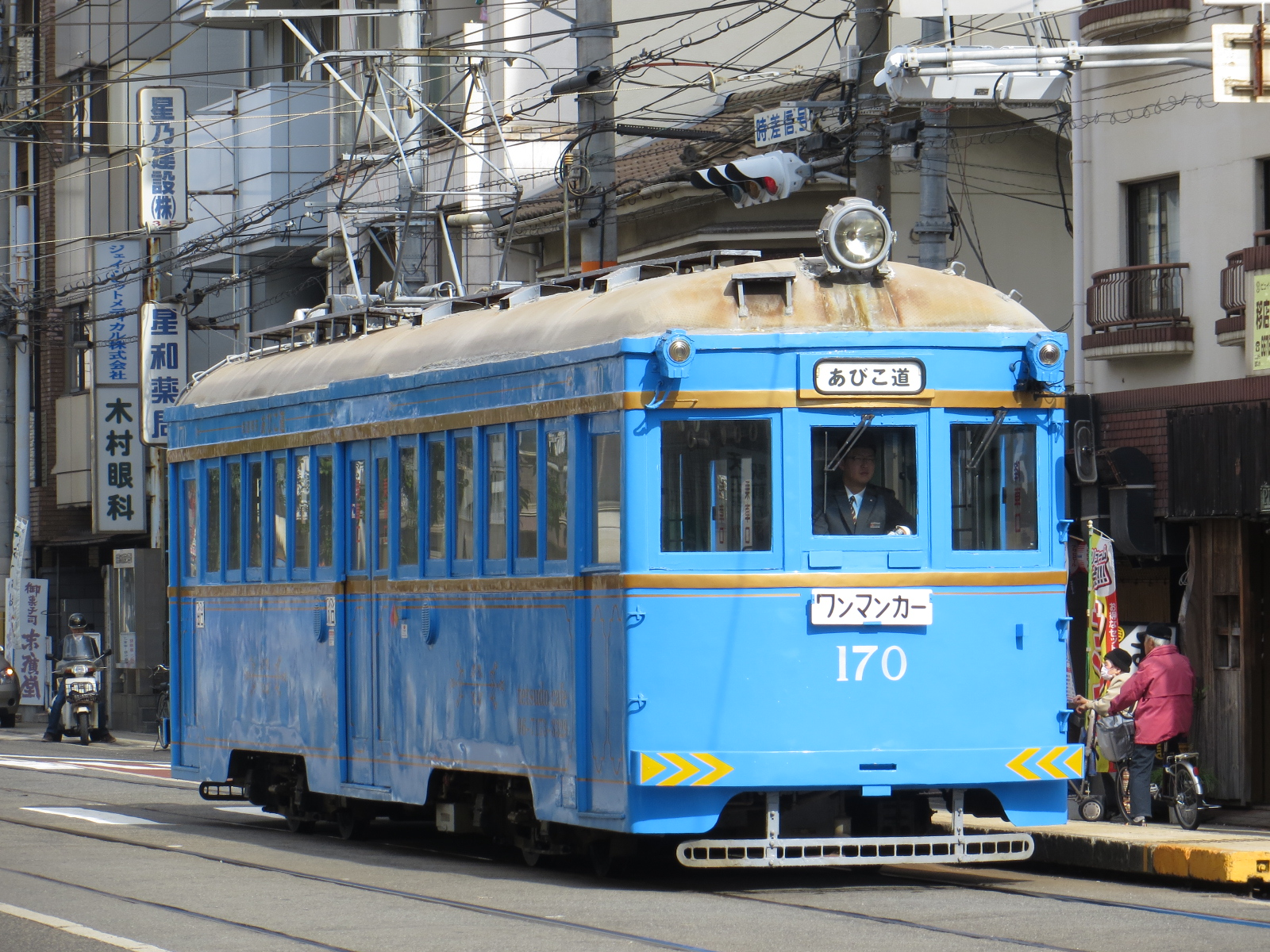
モ170（2013年11月）

- モ172 - 標準塗色

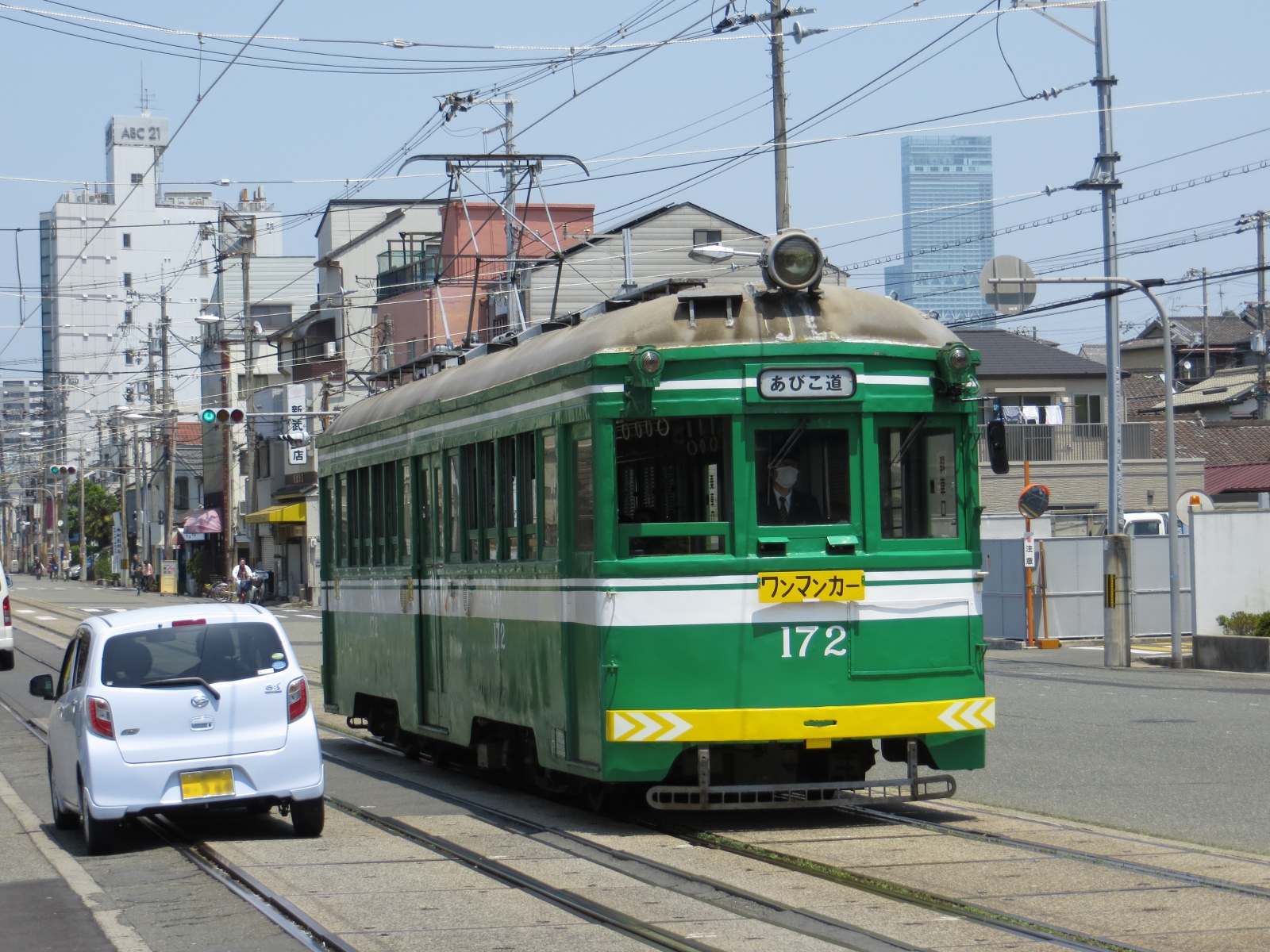
モ172（2013年5月）

- モ165 -  標準塗色→鉄道喫茶・あびこ道　（南海本線旧塗装→オリエント急行風塗装）

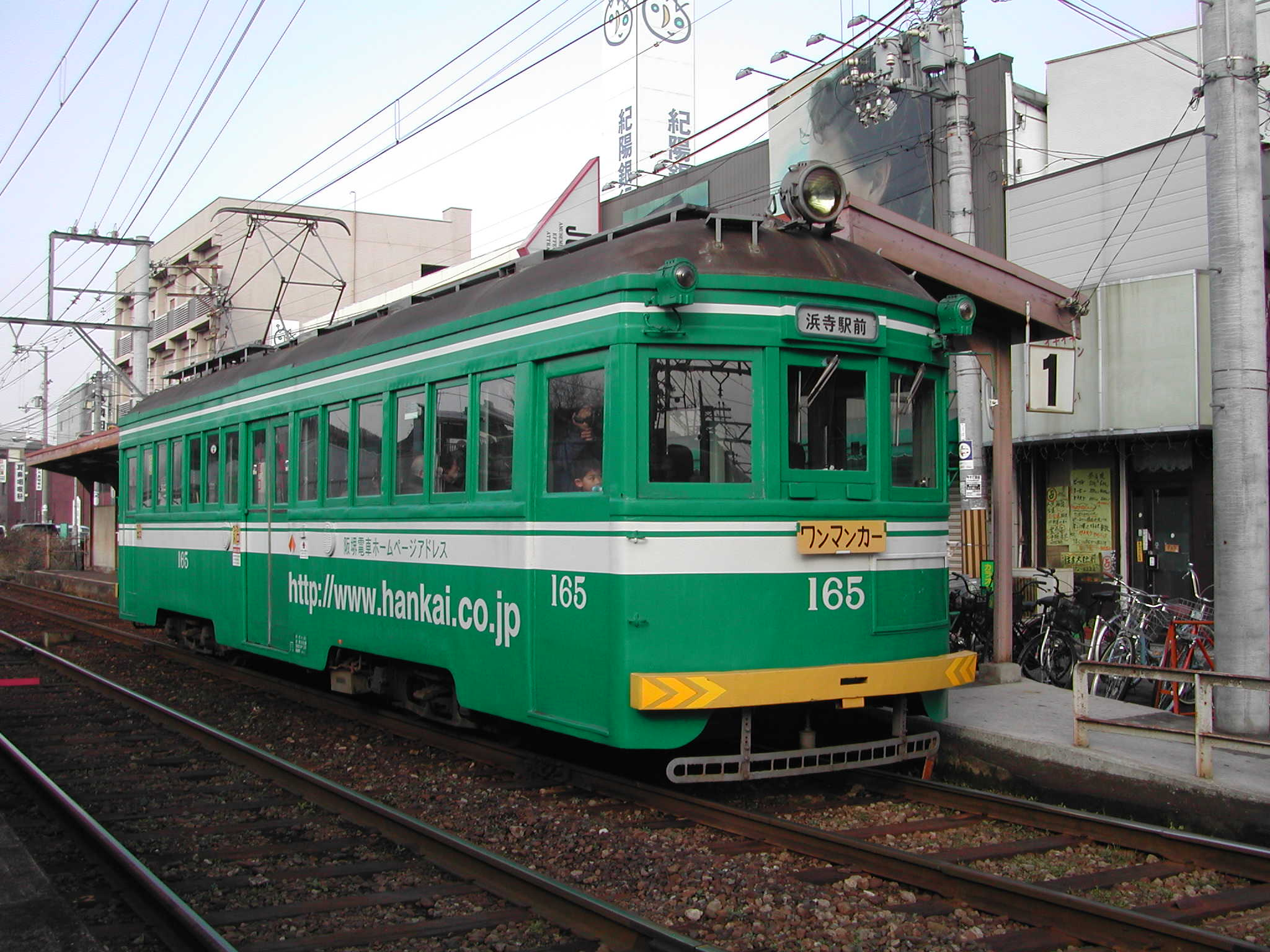
モ165（2004年9月）
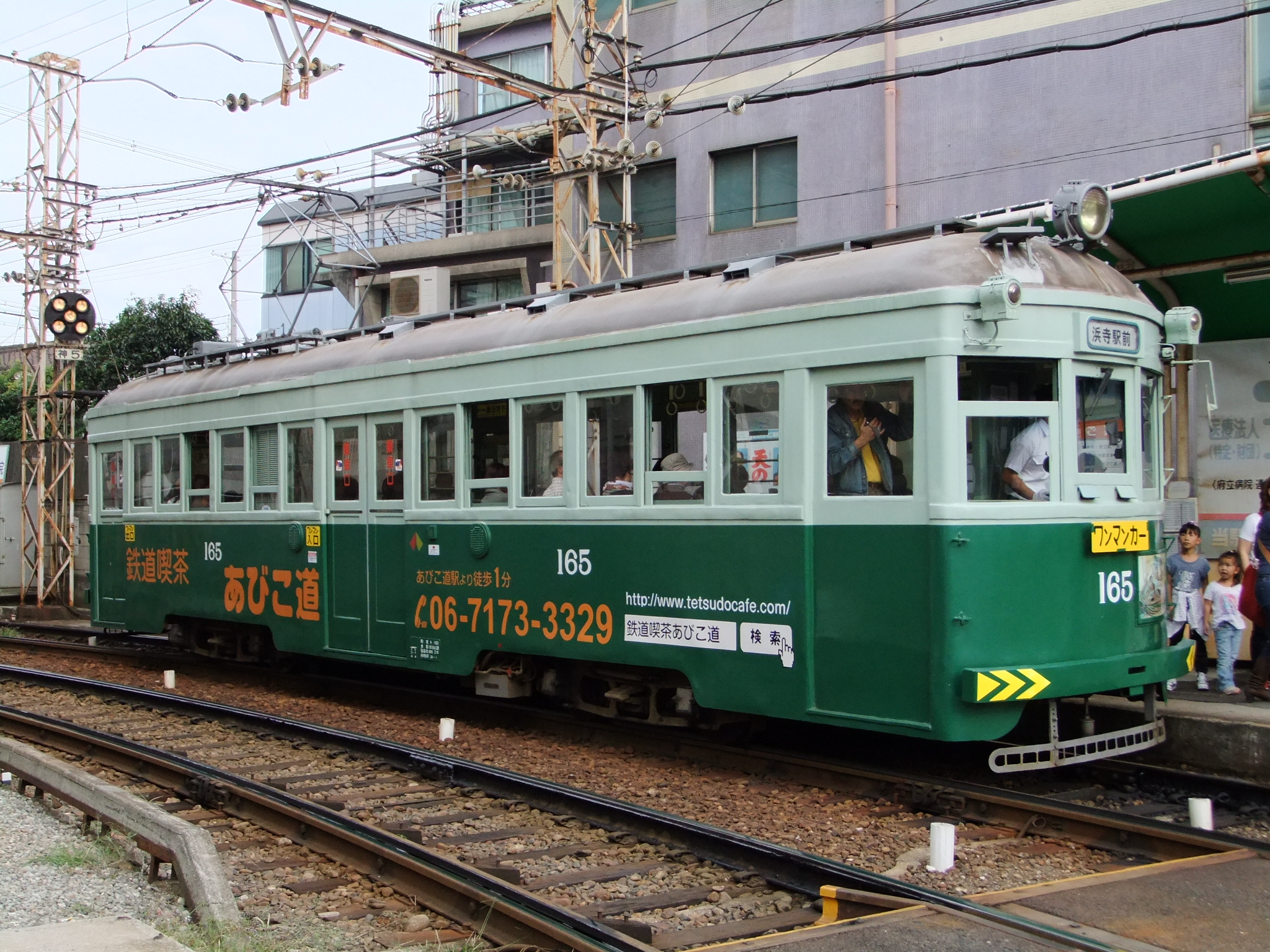
モ165（2010年10月）
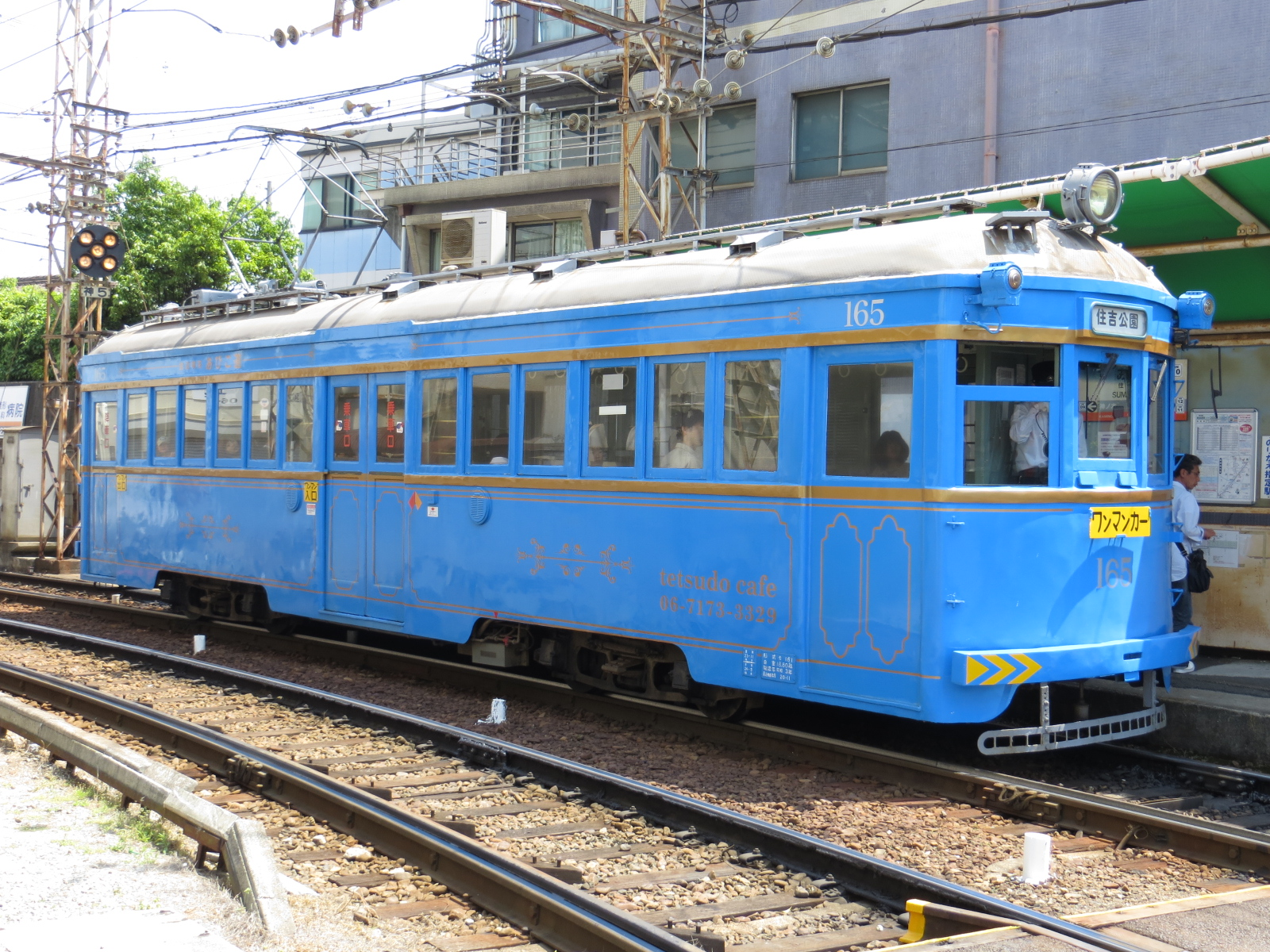
モ165（2013年5月）

- モ168 - 標準塗色

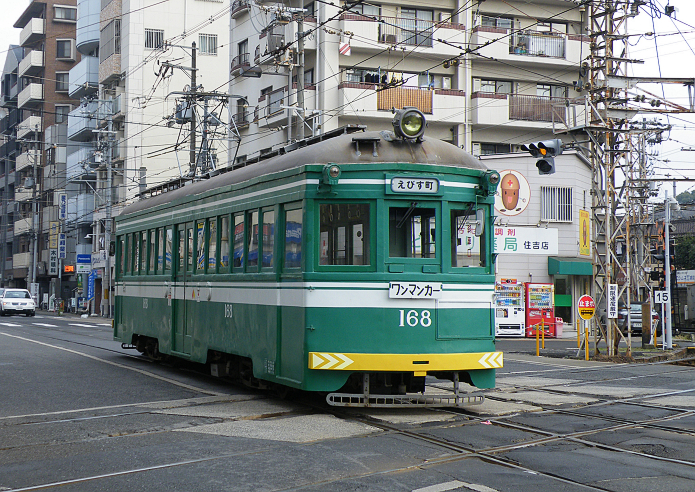
モ168（2008年12月）

- モ170 - 標準塗色→鉄道喫茶・あびこ道　（南海本線旧塗装）

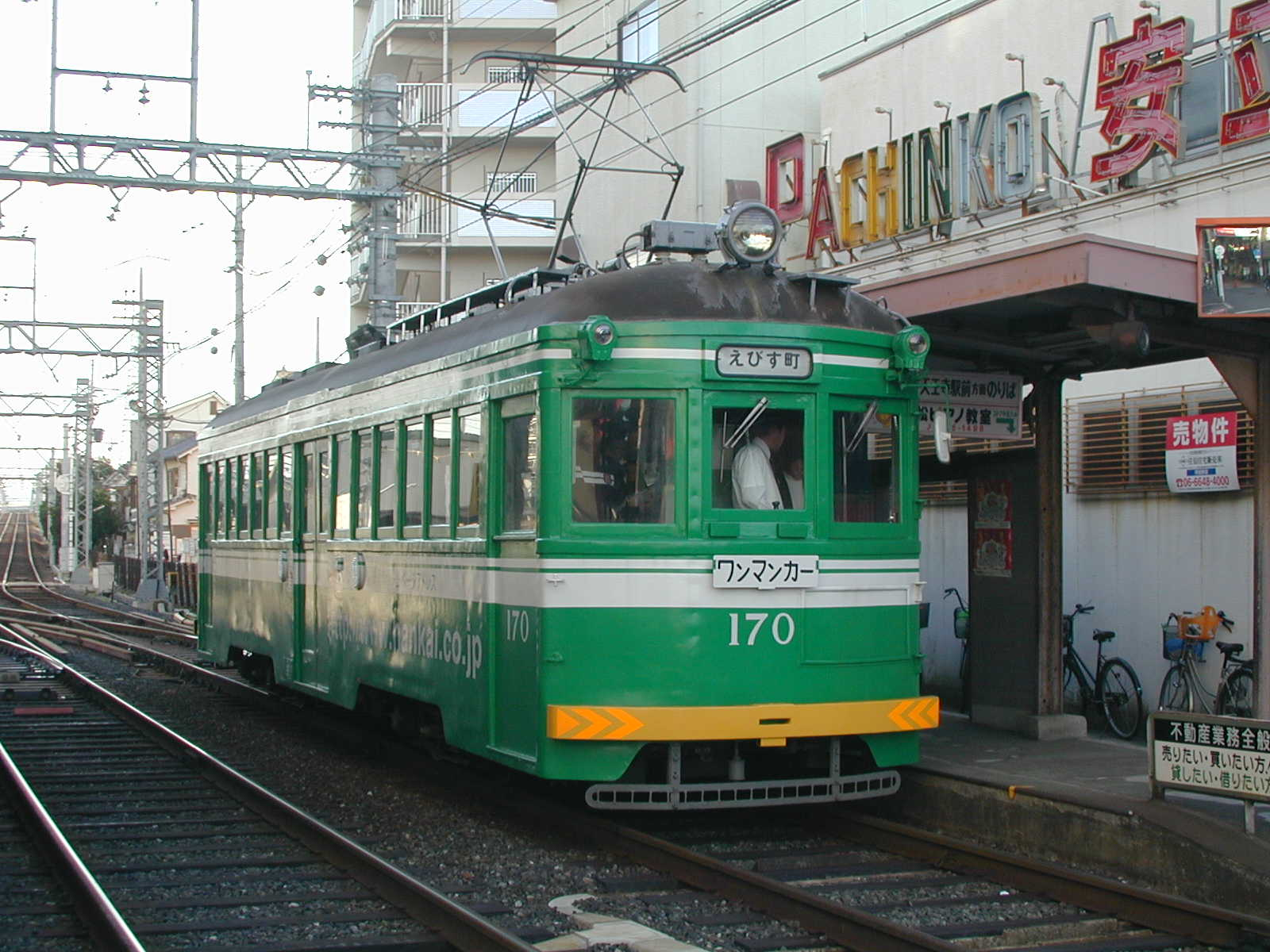
モ170（2001年11月）

## 廃車

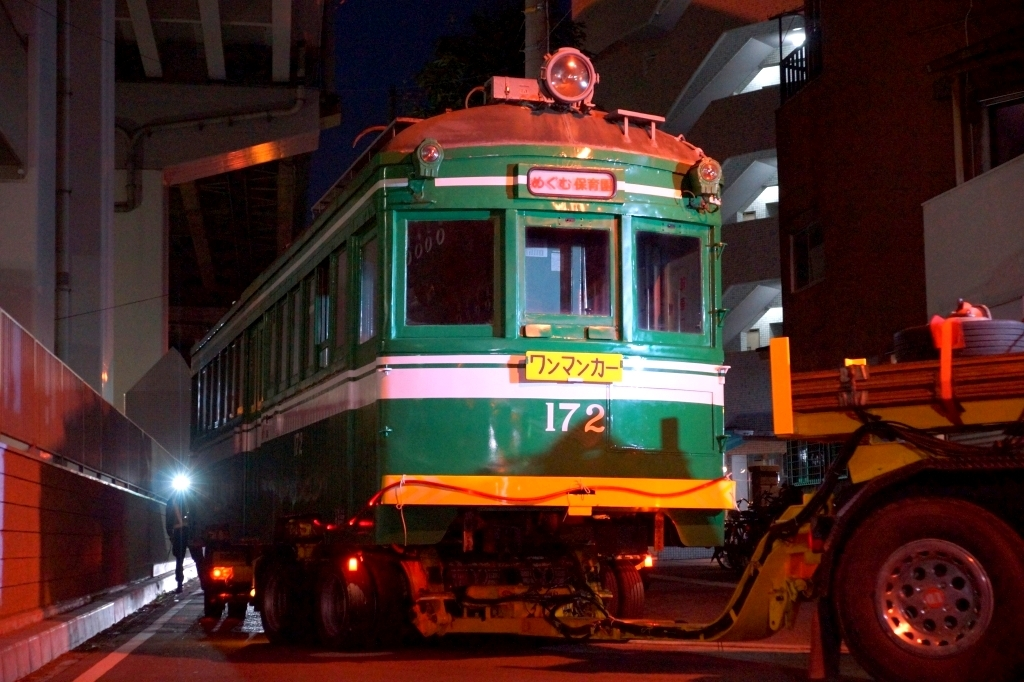
めぐむ保育園に譲渡輸送されるモ172。行き先部分が「めぐむ保育園」に変更されている

169・171・173・174・175の5両が2003年（平成15年）頃にすでに廃車となっている。このうち、171は近畿車輛（元の田中車両）で保存され、174は正面部分のみカットされて「Tetsu-CafeレトロII 堺店」（堺市中区）で店舗の看板として利用されていたが、閉店に伴い撤去された。175は香川県丸亀市のショッピングセンター「パブリックプラザ丸亀」で店舗として利用されていたが、2022年に解体された。169・173に加え、167が解体されている。
2010年（平成22年）の阪堺線の堺市LRT（東西鉄軌道）直通により導入される新型車輌の投入により、本形式は代替廃車になる予定であったが、計画の中止により現在に至るまで延命していた。しかし2013年以降、東西鉄軌道計画とは別件で堺市の支援により阪堺線に1001形電車「堺トラム」が3編成導入されることに伴い、本系列のうち3両を代替廃車する計画が立てられており、阪堺側では「解体はさみしい」として車両の形を残すことを条件とし、一部の部品を取り外した上で廃車となる3両の無償譲渡（輸送費は別途必要）が計画されている。2013年度に廃車となった163は解体を免れ、譲渡予定（部品供給車）として保留されている。172は2014年9月30日に運用を終え、大阪市東住吉区にある「めぐむ保育園」に譲渡されることになり、10月4日に搬送された。また、2016年5月13日にモ168が搬出され、貝塚市のレストラン「森の小径」敷地内で保存されている。

## 各車状況
2024年8月現在
- モ161 - 1928年（昭和3年) 川崎車輌製 ; 現役 : 昭和40年代復元車。2021年、修繕費捻出を目的としたクラウドファンディングが行われた[17]。
- モ162 - 1928年（昭和3年) 川崎車輌製 ; 現役 : 雲形ブルー。2024年8月に筑豊カラーから変更された。
- モ163 - 1928年（昭和3年) 川崎車輌製 ; 廃車 ：部品取りの為、保管中。
- モ164 - 1928年（昭和3年) 川崎車輌製 ; 休車 : モ151形登場時イメージの茶色塗装で、NHK朝の連続テレビ小説「マッサン」のラッピング広告電車、「カギかけた？」の防犯ラッピング、2016年には「文豪ストレイドッグス」のラッピング電車になっていた。2017年7月に青色の「雲塗装」へ変更。2018年末〜2019年5月頃には、雲塗装が登場した当時の姿が再現された。(側面に「これからもみなさまとともに 阪堺電車」と「この電車にはこの街が故郷です。」の文字がラッピングされた。)2021年からは、電5形当時の茶色塗装となっている。2024年3月9日から休車となっており、本線復帰の予定はない。[18]
- モ165 - 1928年（昭和3年) 川崎車輌製 ; 廃車：車両自体は車庫内に現存、ワンマン化以前のツートンカラー「金太郎塗り」
- モ166 - 1928年（昭和3年) 川崎車輌製 ; 休車 : モ151形登場時イメージの茶色塗装だったが、2016年10月から2017年2月までは「HELLO KITTY LOVESすみよし」のラッピング電車になっていた。2017年9月にワンマン化以前のツートンカラーである「金太郎塗り」に変更。同年11月からは、小説「オリエント急行の殺人」の発表年と本形式の製造年代がほぼ同一であることから、映画「オリエント急行殺人事件」のラッピング電車となっていた（2018年1月31日に終了）[19]。2021年現在、「金太郎塗り」を経て、「ビークル・スター」塗装(1980年代に纏われた試験塗装)となっている。2022年10月10日、北畠発車後に電気系統に故障[20]が発生し、自走不可となった[21]。2023年8月現在休車中である[22]。
- モ167 - 1928年（昭和3年) 川崎車輌製 ; 廃車: 解体済
- モ168 - 1928年（昭和3年) 川崎車輌製 ; 廃車 : 雲塗装(青) 貝塚市のレストラン「森の小径」敷地内に保存。
- モ169 - 1928年（昭和3年) 川崎車輌製 ; 廃車 : 解体済
- モ170 - 1930年（昭和5年) 大阪鉄工所製 ; 廃車：2020年10月まで車庫内で保存されていたが、旧南海標準色に塗り直され、製造元の旧大阪鉄工所の日立造船へ譲渡し静態保存されている。また再塗装の際、製造当時の番号である174号に復元された。
- モ171 - 1931年（昭和6年) 田中車輌製 ; 廃車 : 南海鉄道軌道線塗装で近畿車輛敷地内で保存
- モ172 - 1931年（昭和6年) 田中車輌製 ; 廃車 : めぐむ保育園(東住吉区)に譲渡
- モ173 - 1931年（昭和6年) 大阪鉄工所製 ; 廃車 : 解体済
- モ174 - 1931年（昭和6年） 川崎造船製 ; 廃車 : 南海鉄道軌道線塗装で正面のみ"Tetsu-CafeレトロII 堺店"で店舗に利用されていた（閉店に伴い現在は撤去）
- モ175 - 1931年（昭和6年） 川崎造船製 ; 廃車 : かつての阪堺電軌の標準塗装で"パブリックプラザ丸亀"で店舗に利用されている。
- モ176 - 戦後の改番以降、空番である。